# 北海道
北海道（ほっかいどう）は、日本の北海道地方に位置する道で、47都道府県の中で唯一の「道」であり、道庁所在地は札幌市である。行政区画の「北海道」を構成する最大の島自体も北海道と称されるが、区別するときには北海道本島とも称する。

## 概要
この島の先住民であるアイヌの言葉（アイヌ語）では、「アィヌモシㇼ」（ainu mosir、「人間の住む土地」の意）または「ヤウンモシㇼ」（ya un mosir、「陸地の国土」） と呼ばれる（なおアイヌモシㇼとはカムイモシㇼ（神々の土地）に対比される語であり、今日の北海道という地理的概念と同じ言葉ではない）。本州で日本国家を成立させた大和民族は古代には渡嶋（わたりのしま）、近代に至るまでアイヌを蝦夷（えぞ）、その土地を蝦夷地（えぞち）もしくは北州、十州島などと呼んでいた。

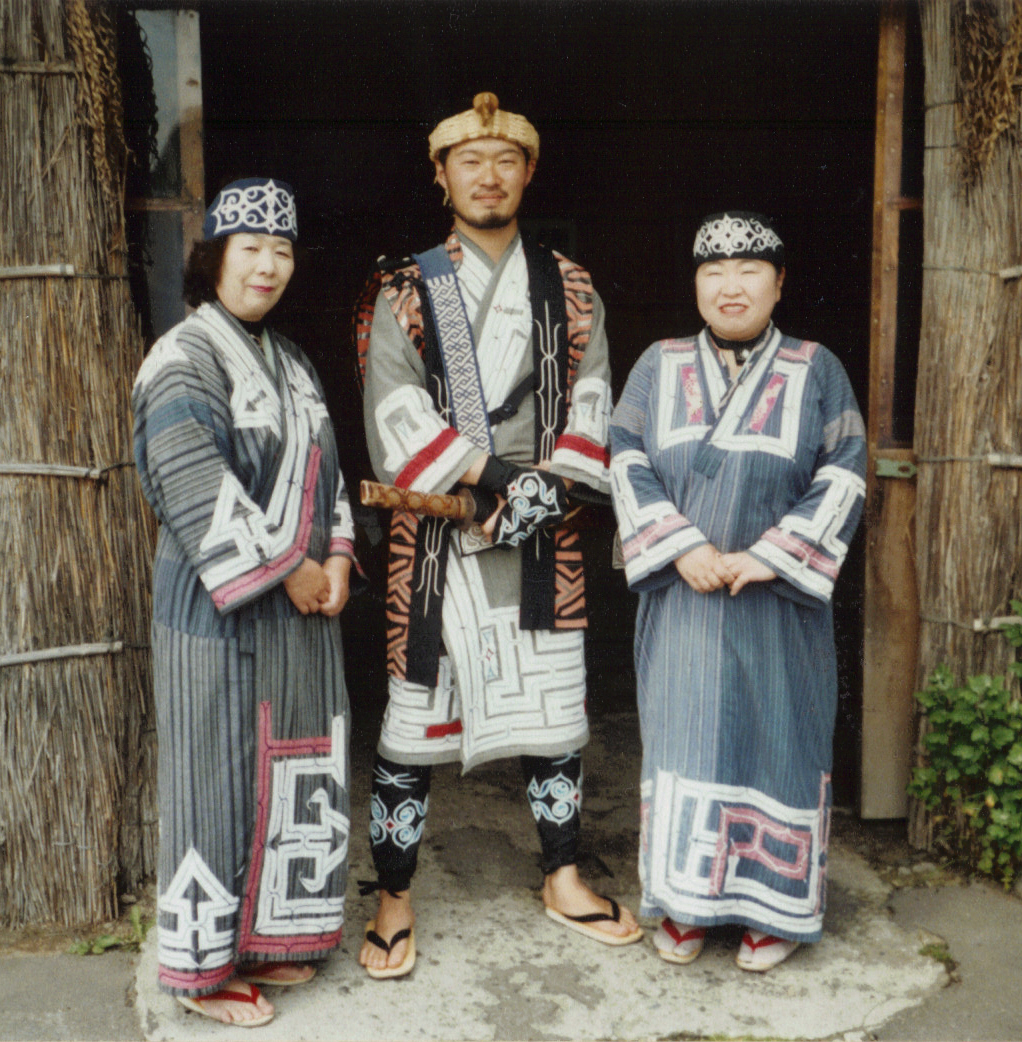
アイヌ民族の写真

江戸時代末期になると、ロシア帝国の進出に伴い「異民族の住む地」を意味する「蝦夷地」のままではいけないという意見がみられたものの、改称は実現しなかった。
明治政府は開拓使の設置に伴い名称の変更を検討して、蝦夷地探査やアイヌとの交流を続けていた松浦武四郎は1869年（明治2年）に政府に建白書を提出して、「日高見道」「北加伊道」「海北道」「海島道」「東北道」「千島道」の6案を提示した。明治政府は「北加伊道」を基本として「加伊」を「海」に改めた「北海道」とすることを決定。明治2年8月15日太政官布告により「蝦夷地自今北海道ト被稱 十一ヶ国ニ分割國名郡名等別紙之通被 仰出候事」と周知された。なお、松浦は建白書において「北加伊道」案はアイヌが自らを「カイ」と呼んでいることから考案したと説明している。しかし、言語学者の金田一京助は当時のそのような事実を示す証拠は見つかっていないと唱えている。
北海道は他の「都・府・県」と同格の地方自治法における普通地方公共団体（都道府県）の1つであるが、他の都府県では「東京」「大阪」「京都」「福岡」のように行政区分を示す「都」「府」「県」を省略する呼び方があるのに対して、北海道の「道」を外して単に「北海」という呼び方をすることは通常ない。英語においても"Hokkaido Prefecture"または"Hokkaido"という呼び方をし、"Hokkai Prefecture"とすることは通常ない。これは「北海道」の語が、「東京」などと同様の地名の1単語として広く定着しているためと考えられる。なお、社名や学校名などの固有名詞の一部分に「北海」と使用される例（北海タイムス、北海学園大学など）はある。一方、「道」である普通地方公共団体は北海道のみであることから、「道」が「道産米」、「本道」、「道外」など、事実上北海道を唯一的に指し示す語彙（形態素）として広く普及している。ほかに「北」が略称となる場合もあり、例えばJR北海道は「JR北」、北海道畜産公社は「ホクチク」と呼ばれる。
後述の通り、1886年（明治19年）から1947年（昭和22年）まで北海道を管轄した地方行政官庁は、北海道庁であった。この場合、「北海道」は単なる地域呼称であって、「北海道庁」が「東京府」や「青森県」などと並んで置かれた官庁の名である（樺太と樺太庁の関係に同じ）。この「北海道庁」は、現在用いられているような地方自治体の中央官庁ではない。1901年（明治34年）に北海道会法および北海道地方費法が公布・施行されて「北海道会」という議会を持つ地方自治体となったが、自治体としては「北海道地方費」と呼ばれた。戦後、1946年（昭和21年）の第1次地方制度改革で市制・町村制・東京都制とともに府県制に改正された際、北海道会法と北海道地方費法が廃止されて道府県制に統合された。また改正法律の附則の規定により、従来「北海道地方費」と呼ばれていた自治体を「道」と呼ぶこととされた。地方行政官庁としての北海道庁は1947年（昭和22年）の地方自治法の施行により、「北海道庁官制」とともに廃止され、同法に基づく普通地方公共団体としての北海道となった。
ブランド総合研究所による「都道府県の魅力度ランキング」で2024年現在、16年連続で1位に選ばれ、観光意欲度、食品想起率でも1位、情報接触度でも2位になるなど各意欲の面で高い評価を得ている。

## 地理

北海道の主要地形

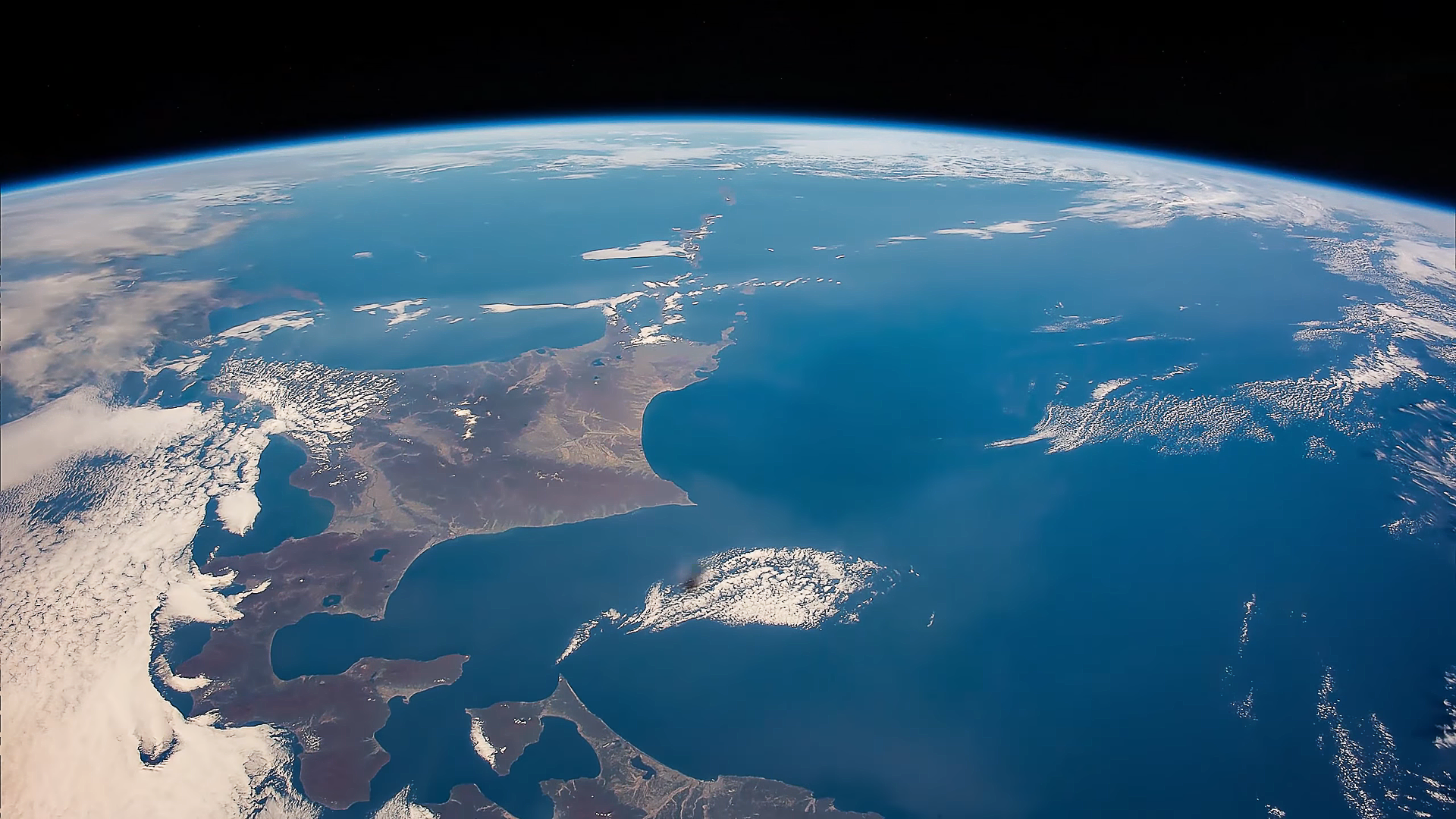
国際宇宙ステーションから見た北海道

北海道本島は面積77,983.90平方キロメートル、日本の島の中では本州に次ぐ第2位の面積で、世界の島の中ではアイルランド島に次ぐ第21位の面積を持ち、樺太（第22位）よりやや大きく、台湾島35,980平方キロメートルの約2倍の大きさである。これは九州と四国を合わせた面積55,050.77平方キロメートルを上回る。四方を太平洋、日本海、オホーツク海に囲まれている。

### 島としての北海道
北海道本島は、面積77,983.90平方キロメートル (km2) 、最高標高2,291メートル (m) 、本州、四国、九州とともに日本列島を構成する主要4島の一つ。北海道本島は日本の国土面積の約2割を占め、本州の約3分の1、九州の約2倍、四国の約4倍に相当する。
上記4島の中では、唯一、島の名称および地方公共団体の名称が同一で、1「道」のみで管轄する島である。
日本の島の中では本州に次ぐ第2位、世界の島の中ではアイルランド島に次ぐ第21位の大きさである。
江戸時代までは一般的に、千島や樺太を含めて蝦夷ヶ島、本島単独では蝦夷地、北州、十州島などと呼ばれていたが、明治2年（1869年）、古代日本の律令制における広域行政区画「五畿七道」の7つの「道」に倣って、北海道 (令制)と命名された。
なお、地質学や考古学などでは北海道島という名称も使用される。

### 広袤
国土地理院の全国都道府県市区町村別面積調によると、北海道の面積は83422.27平方キロメートルである。
北海道の東西南北それぞれの端と重心は以下の位置である。北端は択捉島のカモイワッカ岬、南端は渡島小島、東端は択捉島のラッキベツ岬、西端は渡島大島にある。また統計局の平成22年国勢調査によると、人口重心は栗山町本沢にある。
北海道庁舎所在地
北緯43度03分51秒 東経141度20分49秒 / 北緯43.06417度 東経141.34694度
人口重心
北緯43度04分53.13秒 東経141度53分17.81秒 / 北緯43.0814250度 東経141.8882806度（「北方領土」の住民を含まない重心）
重心
北緯43度28分11秒 東経142度49分26秒 / 北緯43.46972度 東経142.82389度 （「北方領土」を含まない重心）
東端、北端は日本政府および北海道当局の公式見解。前述のように、2024年現在施政権は及んでいない。
北端北緯45度33分28秒 東経148度45分14秒 / 北緯45.55778度 東経148.75389度（択捉島の最北端）
南端北緯41度21分07秒 東経139度47分57秒 / 北緯41.35194度 東経139.79917度
西端北緯41度31分02秒 東経139度20分04秒 / 北緯41.51722度 東経139.33444度
東端北緯45度30分44秒 東経148度53分42秒 / 北緯45.51222度 東経148.89500度（択捉島の最東端）

### 地形・地質
南の本州とは津軽海峡で隔てられているが、青函隧道により鉄路で繋がれており、同トンネル内で青森県に接しているトンネルの上の津軽海峡中央部は公海であるが、日本の排他的経済水域である。北は宗谷海峡を隔てて樺太（サハリン州）と向かい合い、東には千島列島が連なり、間接的にではあるがロシアと国境を隔てている。西の日本海、南東の太平洋、北東のオホーツク海と、3つの海に囲まれており、周辺には対馬暖流とその分枝である津軽暖流・宗谷暖流および親潮と東樺太海流が流れている。
北海道は大きく分けて胴体部に当たる菱形の部分と、南西の半島部（渡島半島を含む）から成る。胴体部は南北に蝦夷山系と呼ばれる山地群が貫き、北海道の脊梁を成している。蝦夷山系は南の日高山脈に始まり、東の石狩山地・北見山地と、西の夕張山地・天塩山地に分岐しており、この二列の間には富良野盆地・上川盆地・名寄盆地などの盆地列が形成されている。頓別平野からこの盆地列を通り、鵡川の河谷に抜ける低地帯を北海道中央凹地帯と呼ぶ。
北海道東部は千島弧の延長である知床半島・根室半島や阿寒の山々が、それぞれ北東 - 南西の山列を成しながら全体としては東西に伸びている。この北側は北見山地からなだらかな傾斜が海岸近くまで続いて平野は少ないが、南側では十勝平野、根釧台地などの大平野が形成されている。
胴体部と半島部の間の地域は、石狩湾から石狩平野、勇払平野を通って太平洋へと抜ける石狩低地帯である。ここには人口約200万を抱える札幌市、千歳市および苫小牧市などが並び、北海道で最も人口が集中する地域となっている。
半島部には、石狩低地帯の西に位置する南西部山地と、その南西に延びる渡島半島があり、間に太平洋側から内浦湾（噴火湾）が入り込む。渡島半島は東北日本弧内帯の延長部に当たり、渡島山地がある。渡島山地と南西部山地の間には、日本海側の寿都町から内浦湾にかけての低地があり、黒松内低地帯という。
北海道の主な高峰は、蝦夷山系と千島弧の会合する中央部の石狩山地（大雪山連峰、十勝岳連峰など）と、その南に続く日高山脈に集中している。最高峰は大雪山の旭岳で、その標高は2,291メートルである。南西部山地には「蝦夷富士」と呼ばれる羊蹄山などの山がある（北海道の山の一覧も参照のこと）。

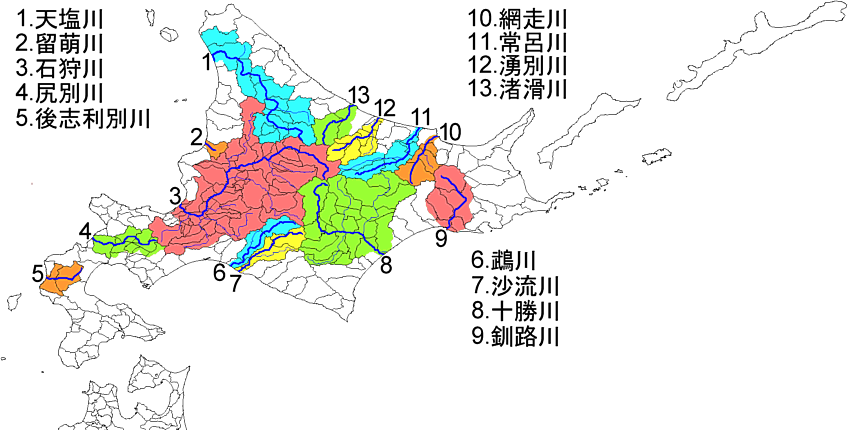
北海道の一級水系の流域図

一級水系は13水系ある。石狩川、天塩川、十勝川、釧路川、鵡川、尻別川、常呂川、網走川、沙流川、湧別川、渚滑川、後志利別川、留萌川。
サロマ湖、屈斜路湖、支笏湖、洞爺湖、風蓮湖、能取湖、厚岸湖、網走湖、摩周湖、クッチャロ湖、阿寒湖などの湖沼がある。
隣接県は青森県である。青森県をはじめ、北海道と各都府県は陸路、歩行では移動することができない。飛行機、船、青函トンネルを介して北海道新幹線に乗車のいずれかが必須となっており、いずれも運賃がかかる。

### 気候

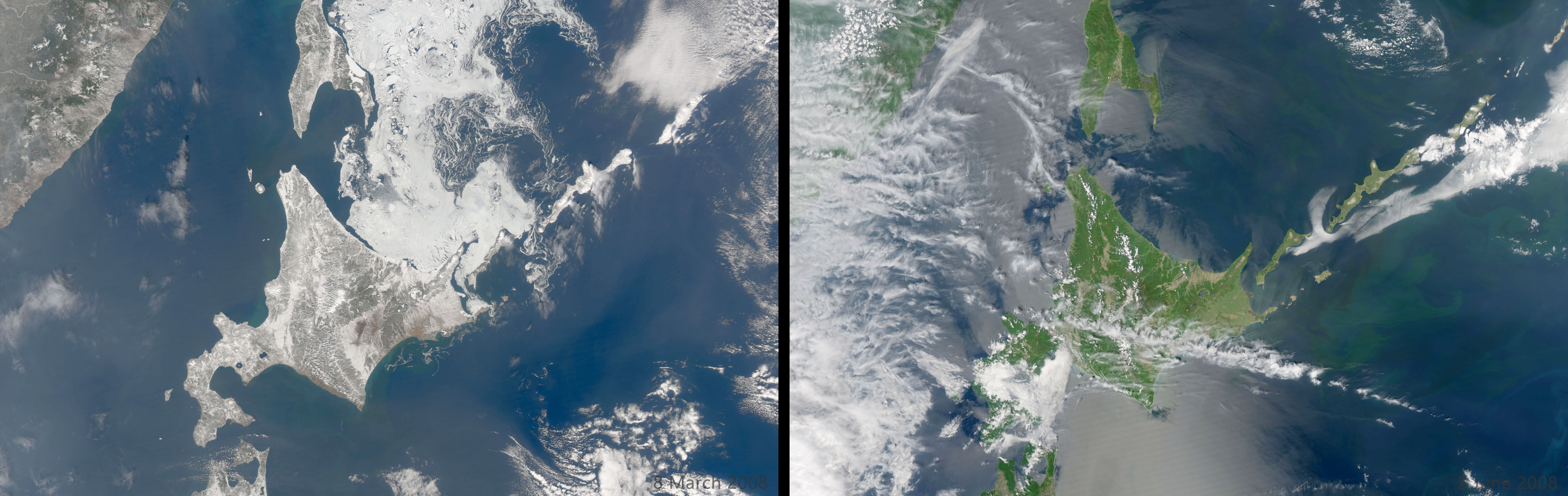
北海道の季節：冬と夏

西岸海洋性気候や温暖湿潤気候が見られる道南の一部沿岸地域を除くと、亜寒帯湿潤気候である。日本海側、内陸部で冬の積雪は根雪となる。日本海側は特に豪雪地帯であり、一部市町村は特別豪雪地帯になっている。道北、道東の内陸部は寒さが非常に厳しい。太平洋沿岸部は、親潮の影響を受け夏は涼しく冬は比較的少雪。

### 自然公園
- 国立公園

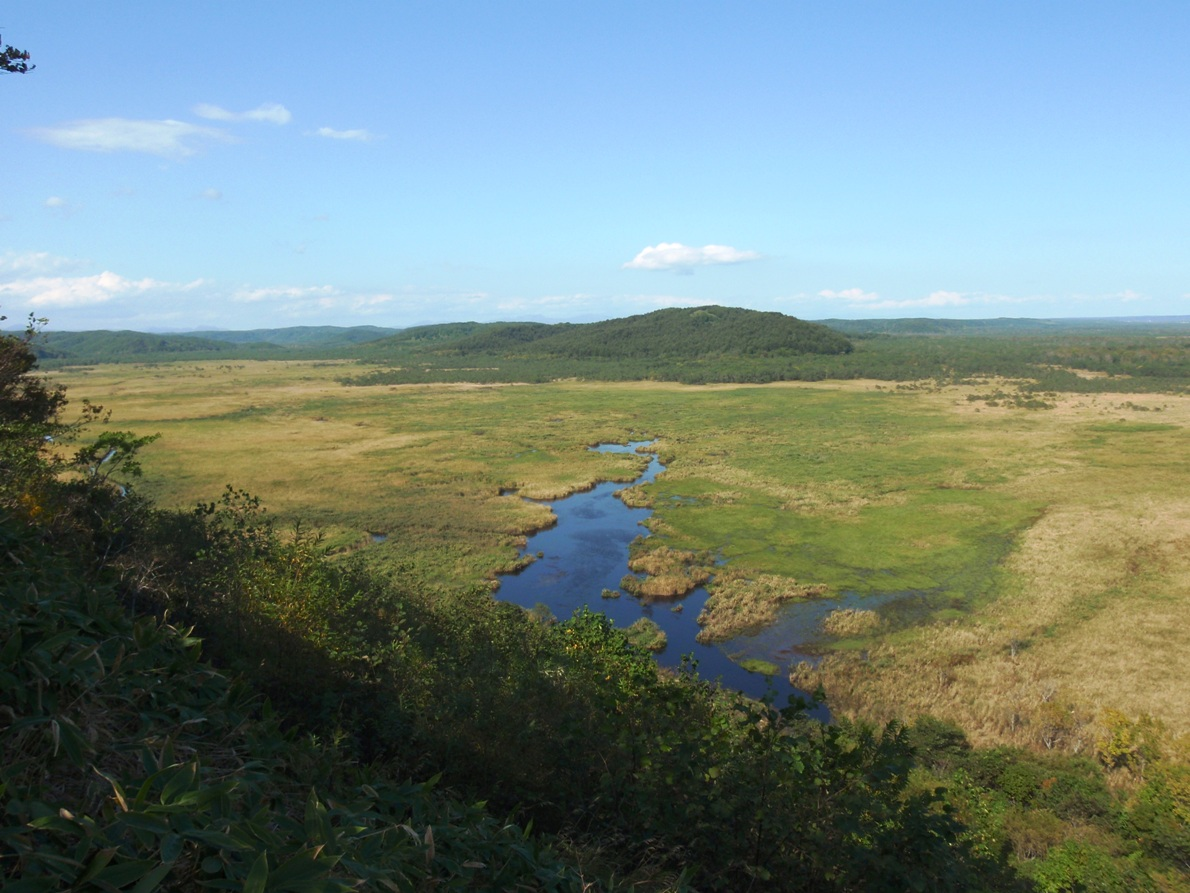
北海道標茶町のコッタロ湿原

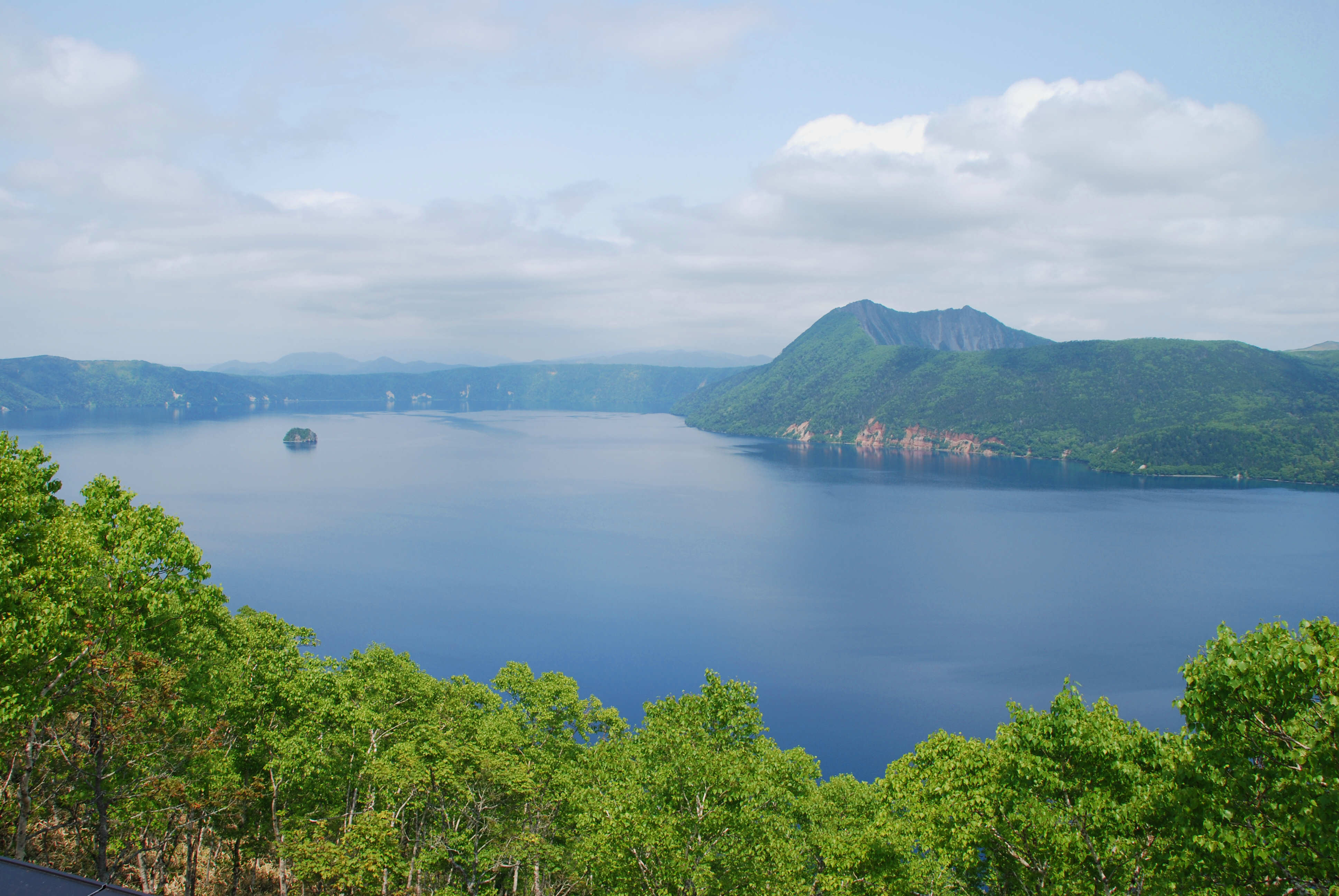
摩周湖2008年初夏

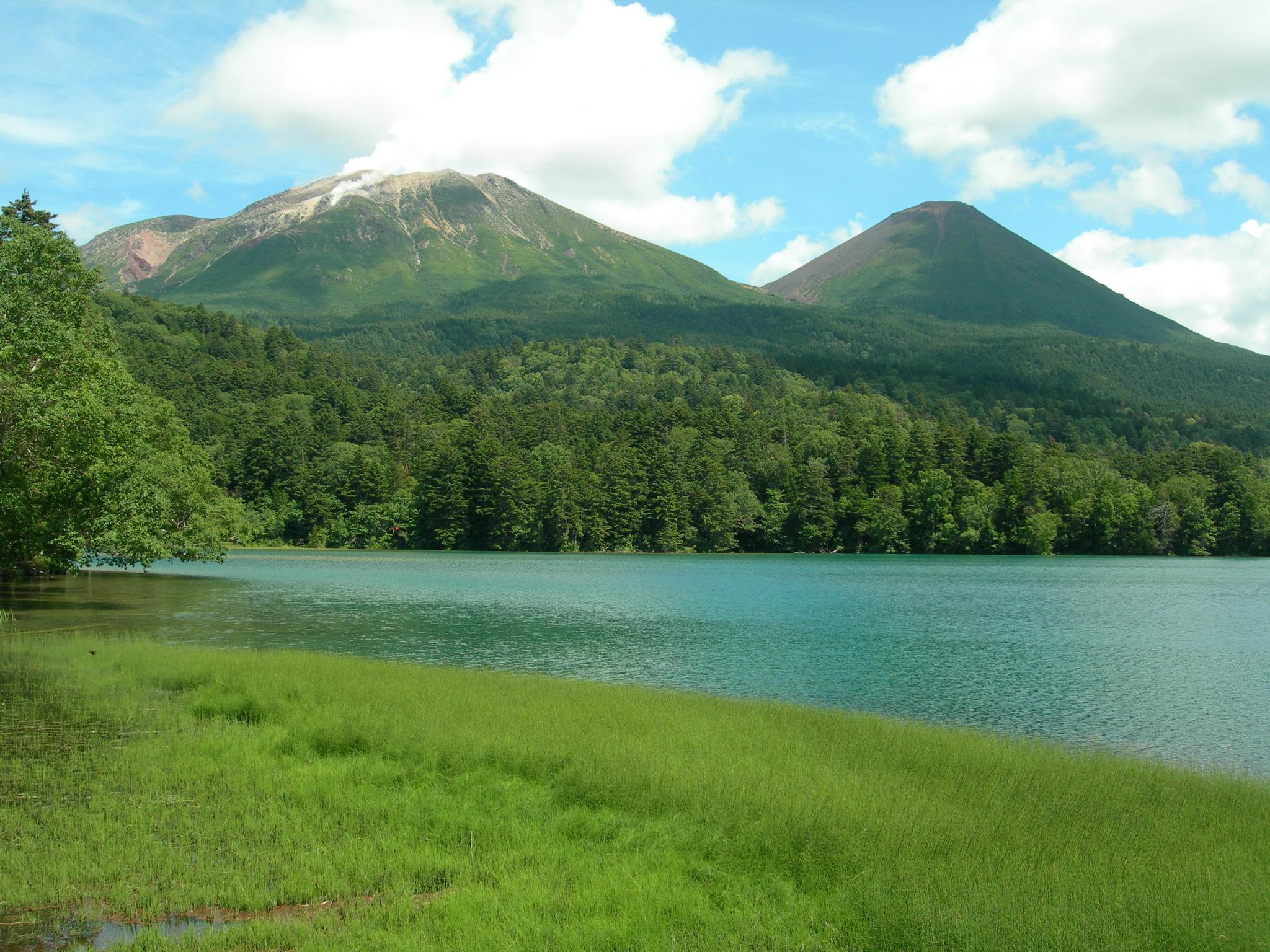
オンネトーから見た雌阿寒岳（左）と阿寒富士（右）

  - 利尻礼文サロベツ国立公園（サロベツ原野がラムサール条約登録）
  - 支笏洞爺国立公園
  - 大雪山国立公園
  - 阿寒摩周国立公園
  - 知床国立公園（世界遺産（自然遺産））
  - 釧路湿原国立公園（ラムサール条約登録）
  - 日高山脈襟裳十勝国立公園（国内最大面積）
- 国定公園
  - ニセコ積丹小樽海岸国定公園
  - 大沼国定公園
  - 暑寒別天売焼尻国定公園
  - 網走国定公園
  - 厚岸霧多布昆布森国定公園
- 道立自然公園
  - 恵山道立自然公園
  - 道立自然公園野幌森林公園
  - 松前矢越道立自然公園
  - 朱鞠内道立自然公園
  - 天塩岳道立自然公園
  - 野付風蓮道立自然公園（野付半島・野付湾、風蓮湖・春国岱がラムサール条約登録）
  - 斜里岳道立自然公園
  - 北オホーツク道立自然公園（クッチャロ湖がラムサール条約登録）
  - 狩場茂津多道立自然公園
  - 富良野芦別道立自然公園
  - 檜山道立自然公園

### 動物・植物
津軽海峡が、生物地理学的にはブラキストン線と呼ばれ、旧北区中のシベリア系と東アジア系の種の境界とされ、北海道に生息して本州以南に生息しない種、本州以南に生息して北海道に生息しない種が一定数存在する（シベリア系と東アジア系の種の境界として、樺太側との動物相の差異に注目して樺太との間（宗谷海峡）に引かれた八田線が重要との説もある）。
| 名前               | タイプ | ノート |
| ------------------ | ------ | ------ |
| タンチョウ         | 動物相 |        |
| オオワシ           | 動物相 |        |
| オジロワシ         | 動物相 |        |
| エゾフクロウ       | 動物相 |        |
| シマフクロウ       | 動物相 |        |
| エゾライチョウ     | 動物相 |        |
| シマエナガ         | 動物相 |        |
| ハシブトガラ       | 動物相 |        |
| エトピリカ         | 動物相 |        |
| エゾオオカミ       | 動物相 | 絶滅   |
| エゾヒグマ         | 動物相 |        |
| エゾシカ           | 動物相 |        |
| エゾリス           | 動物相 |        |
| エゾモモンガ       | 動物相 |        |
| エゾヤチネズミ     | 動物相 |        |
| エゾナキウサギ     | 動物相 |        |
| エゾユキウサギ     | 動物相 |        |
| キタキツネ         | 動物相 |        |
| エゾタヌキ         | 動物相 |        |
| エゾクロテン       | 動物相 |        |
| 北海道犬           | 動物相 |        |
| 道産子             | 動物相 |        |
| コモチカナヘビ     | 動物相 |        |
| エゾサンショウウオ | 動物相 |        |
| オオルリオサムシ   | 動物相 |        |
| オショロコマ       | 動物相 |        |
| イトウ             | 動物相 |        |
| シシャモ           | 動物相 |        |
| ヒメマス           | 動物相 |        |
| エゾホトケドジョウ | 動物相 |        |
| イシカリワカサギ   | 動物相 |        |
| エゾマツ           | 植物相 |        |
| アカエゾマツ       | 植物相 |        |
| トドマツ           | 植物相 |        |
| エゾツツジ         | 植物相 |        |
| エゾカンゾウ       | 植物相 |        |
| ハマナス           | 植物相 |        |

## 地域

### 日本の地域としての北海道地方
地方公共団体である北海道の区域から成る地方を北海道地方と言い、人口5,475,783人で都道府県順位第9位、面積83,456.75km2で都道府県順位第1位、これは日本の総面積の約2割 (22.9%) に当たる。人口密度は全都道府県の中で最も低い。
また、国土交通省による日本の14地域区分の1つである北海道も、地方公共団体である北海道の区域から成る。
なお、択捉島・国後島・色丹島・歯舞群島については北海道の区域に含まれるものの、日本の管轄下に置かれていない。すなわち、1945年（昭和20年）8月28日から9月5日にかけてソビエト連邦が不法占拠し、現在もその後継国家であるロシア連邦が継続して不法占拠中にあり、日本の施政権が及んでいない（北方領土問題参照）。
北海道には179市町村（35市129町15村）、64郡がある（この他、北方領土に5郡6村がある）。北海道では、森町を「もりまち」と読む以外は、町はすべて「ちょう」、村はすべて「むら」と読む。

### 地方公共団体
北海道本島とその付随する島々（利尻島、礼文島、奥尻島、天売島、焼尻島、渡島大島、渡島小島、色丹島、歯舞群島など）、国後島、択捉島から成る地方公共団体が「北海道」であり、47都道府県で唯一の「道」である。

#### 北海道庁
地方自治法に定める道の事務所。北海道は全体で一つの区域となっており、第二次世界大戦後の地方自治法で他の都府県とならぶ普通地方公共団体となった。北海道庁は札幌市中央区に置かれる。
歴史的には明治政府は北海道に開拓使を置いていた。同時期に道南の松前地方には館県・弘前県・青森県の管轄地域が存在したことがある。松前地方では版籍奉還により松前藩が館藩となり、廃藩置県で館県を設置する。弘前県、黒石県、斗南県、七戸県、八戸県及び館県を廃し、その区域をもって弘前県を設置する。弘前県の名称を青森県に変更したが、青森県からは再三にわたり松前地方の管轄免除、開拓使からは同地方の管轄の願い出が行われたため、1872年に松前地方も開拓使に移管された。
北海道に置かれた開拓使は開拓使十年計画が終わったことで、1882年に廃止され、北海道に札幌県、函館県および根室県を設置した。ところが非効率的で開拓の実があがっていないという批判が多く、内閣制度発足による機構改革とともに、1886年に3県を廃止して、北海道全体を管轄する北海道庁が設置された。

#### 総合振興局・振興局（支庁）
北海道は、地方自治法155条第1項に基づき、支庁を設置している。「北海道総合振興局及び振興局の設置に関する条例」において「北海道総合振興局」（以下「総合振興局」）および「北海道振興局」（以下「振興局」）とされている。各総合振興局および振興局は、その所管区域において、納税証明書の発行および旅券発給などの窓口業務は、所管区域ごとに行った方が効率のよい業務を担当している。
2008年（平成20年）6月28日の北海道議会で、それまであった14支庁を9総合振興局に再編し、その下に総合振興局の出張所として5振興局を置くとする条例が可決された。しかし、檜山支庁、日高支庁、留萌支庁、根室支庁の支庁所在地を抱える管内各自治体では、住民の反発の声が上がり、地域経済の悪化に拍車が掛かることも懸念された。また、再編する際に必要な公職選挙法の改正が先送りされ（北海道では衆議院小選挙区区画区分を支庁管内境界で区分している）、2009年（平成21年）4月1日実施は不可能となった。
これらのことから、当初の条例は施行されず、結局2009年（平成21年）3月31日の道議会で「北海道総合振興局及び振興局の設置に関する条例」が改正され、総合振興局・振興局への改称後も、どちらも同格の支庁として存続することになった。ただし総合振興局は、隣接する振興局管内の広域行政を担うことができ、該当する振興局が条例で規定されている。
この改正では、網走支庁がオホーツク総合振興局となる以外は、名称は従来の支庁名が継承された。なお幌延町が旧留萌支庁管内から宗谷総合振興局管内へ、幌加内町が旧空知支庁管内から上川総合振興局管内に移った。

市町村位置図

総合振興局・振興局一覧
| 空 · 知 石 · 狩 後志 胆振 日高 渡島 檜山 上 · 川 留 · 萌 宗谷 オホーツク 十 · 勝 釧路 根室 （北方領土） |

| 名称                 | 自治体 コード | 振興局 所在地 | 位置                                   | 所管区域       | 市 | 町 | 村  | 人口 （人） | 面積 (km2) |
| -------------------- | ------------- | ------------- | -------------------------------------- | -------------- | -- | -- | --- | ----------- | ---------- |
| 空知総合振興局       | 01420-6       | 岩見沢市      | 北緯43度11分51.3秒 東経141度45分59秒   | 空知・（石狩） | 10 | 14 |     | 257,011     | 5,791.59   |
| 石狩振興局           | 01300-5       | 札幌市        | 北緯43度3分52.4秒 東経141度20分44.8秒  | 石狩           | 6  | 1  | 1   | 2,372,297   | 3,540.15   |
| 後志総合振興局       | 01390-1       | 倶知安町      | 北緯42度54分8秒 東経140度45分23.8秒    | 後志           | 1  | 13 | 6   | 185,611     | 4,305.88   |
| 胆振総合振興局       | 01570-9       | 室蘭市        | 北緯42度19分13.8秒 東経140度58分19.9秒 | 胆振・（日高） | 4  | 7  |     | 359,657     | 3,697.04   |
| 日高振興局           | 01600-4       | 浦河町        | 北緯42度10分20.9秒 東経142度46分7.1秒  | 日高           |    | 7  |     | 58,997      | 4,811.13   |
| 渡島総合振興局       | 01330-7       | 函館市        | 北緯41度49分11.1秒 東経140度45分11.8秒 | 渡島・（檜山） | 2  | 9  |     | 355,826     | 3,937.46   |
| 檜山振興局           | 01360-9       | 江差町        | 北緯41度51分33.7秒 東経140度7分41.2秒  | 檜山           |    | 7  |     | 29,813      | 2,630.32   |
| 上川総合振興局       | 01450-8       | 旭川市        | 北緯43度48分27.9秒 東経142度26分21.7秒 | 上川・（留萌） | 4  | 17 | 2   | 455,083     | 10,618.70  |
| 留萌振興局           | 01480-0       | 留萌市        | 北緯43度56分4.9秒 東経141度39分21.5秒  | 留萌           | 1  | 6  | 1   | 38,288      | 3,445.88   |
| 宗谷総合振興局       | 01510-5       | 稚内市        | 北緯45度23分51秒 東経141度42分3.1秒    | 宗谷           | 1  | 8  | 1   | 55,897      | 4,626.07   |
| オホーツク総合振興局 | 01540-7       | 網走市        | 北緯44度1分35.5秒 東経144度15分39.3秒  | 網走           | 3  | 14 | 1   | 253,396     | 10,690.60  |
| 十勝総合振興局       | 01630-6       | 帯広市        | 北緯42度55分47.2秒 東経143度12分30秒   | 十勝           | 1  | 16 | 2   | 318,694     | 10,831.62  |
| 釧路総合振興局       | 01660-8       | 釧路市        | 北緯42度58分36秒 東経144度23分5.7秒    | 釧路・（根室） | 1  | 6  | 1   | 206,412     | 5,997.50   |
| 根室振興局           | 01690-0       | 根室市        | 北緯43度19分49.4秒 東経145度35分4.1秒  | 根室           | 1  | 4  | (6) | 66,987      | 3,497.32   |

※ 人口は2025年6月30日の住民基本台帳人口。
※ 面積は2015年10月1日全国都道府県市区町村別面積調。
※ 根室振興局の市町村の（ ）内は北方領土内の村。人口・面積には、北方領土を含まない。

#### 市町村および郡
- 市（35市）

赤平市、旭川市、芦別市、網走市、石狩市、岩見沢市、歌志内市、恵庭市、江別市、小樽市、帯広市、北広島市、北見市、釧路市、札幌市、士別市、砂川市、滝川市、伊達市、千歳市、
苫小牧市、名寄市、根室市、登別市、函館市、美唄市、深川市、富良野市、北斗市、三笠市、室蘭市、紋別市、夕張市、留萌市、稚内市
- 町（129町）

愛別町、足寄町、厚岸町、厚沢部町、厚真町、安平町、池田町、今金町、岩内町、浦臼町、浦河町、浦幌町、雨竜町、枝幸町、江差町、えりも町、遠軽町、遠別町、雄武町、大空町、
奥尻町、置戸町、興部町、長万部町、音更町、乙部町、小平町、上川町、上士幌町、上砂川町、上ノ国町、上富良野町、木古内町、喜茂別町、京極町、共和町、清里町、釧路町、倶知安町、栗山町、黒松内町、
訓子府町、剣淵町、小清水町、様似町、佐呂間町、鹿追町、鹿部町、標茶町、標津町、士幌町、清水町、下川町、積丹町、斜里町、白老町、白糠町、知内町、新得町、新十津川町、新ひだか町、
寿都町、せたな町、壮瞥町、大樹町、鷹栖町、滝上町、秩父別町、月形町、津別町、天塩町、弟子屈町、当別町、当麻町、洞爺湖町、苫前町、豊浦町、豊頃町、豊富町、奈井江町、中川町、
中標津町、中頓別町、中富良野町、長沼町、七飯町、南幌町、新冠町、仁木町、ニセコ町、沼田町、羽幌町、浜頓別町、浜中町、東神楽町、東川町、日高町、広尾町、美瑛町、美深町、美幌町、
平取町、比布町、福島町、古平町、別海町、北竜町、幌加内町、幌延町、本別町、幕別町、増毛町、松前町、南富良野町、むかわ町、芽室町、妹背牛町、森町、八雲町、湧別町、由仁町、
余市町、羅臼町、蘭越町、陸別町、利尻町、利尻富士町、礼文町、和寒町
- 村（15＋6=21村）

赤井川村、音威子府村、神恵内村、更別村、猿払村、島牧村、占冠村、初山別村、新篠津村、鶴居村、泊村、中札内村、西興部村、真狩村、留寿都村
（右は北方領土に所在する）色丹村、泊村 (北海道根室振興局)、留夜別村、留別村、紗那村、蘂取村
- 郡（64＋5＝69郡）

阿寒郡、足寄郡、厚岸郡、網走郡、虻田郡、石狩郡、磯谷郡、岩内郡、有珠郡、浦河郡、雨竜郡、枝幸郡、奥尻郡、河西郡、河東郡、樺戸郡、上磯郡、上川郡（石狩）、上川郡（天塩）、上川郡（十勝）、
亀田郡、茅部郡、川上郡、釧路郡、久遠郡、様似郡、沙流郡、標津郡、島牧郡、積丹郡、斜里郡、白老郡、白糠郡、寿都郡、瀬棚郡、宗谷郡、空知郡、天塩郡、十勝郡、常呂郡、
苫前郡、中川郡（天塩）、中川郡（十勝）、新冠郡、爾志郡、野付郡、日高郡、檜山郡、広尾郡、二海郡、古宇郡、古平郡、幌泉郡、増毛郡、松前郡、目梨郡、紋別郡、山越郡、夕張郡、勇払郡、
余市郡、利尻郡、留萌郡、礼文郡（右は北方領土に所在する）色丹郡、国後郡、択捉郡、紗那郡、蘂取郡

### 地域区分

#### 一般的区分
一般的な区分は何通りかあるが、ここではその一例を挙げる。
- 道南地方：渡島・檜山の2振興局管内
- 道央地方：石狩・空知・後志・胆振・日高の5振興局管内
- 道北地方：上川・留萌・宗谷の3振興局管内
- 道東地方：十勝・釧路・根室・オホーツクの4振興局管内

胆振・日高を道南に区分したり、オホーツクを道北に区分したりする例なども見られる。

#### 地域生活経済圏としての区分
地域生活経済圏の人口比率
北海道は道内を6つの「地域生活経済圏 (PDF) 」に分けている。「道東地方」については面積が広いため3分割し計6地域とされている。
- 表の「人口」および円グラフの「人口比率」は、2025年6月30日付けの住民基本台帳による。

| 圏名         | 人口（人） | 範囲                         |
| ------------ | ---------- | ---------------------------- |
| 道南圏       | 385,639    | 渡島・檜山                   |
| 道央圏       | 3,233,573  | 石狩・後志・空知・胆振・日高 |
| 道北圏       | 549,268    | 上川・留萌・宗谷             |
| オホーツク圏 | 253,396    | オホーツク                   |
| 十勝圏       | 318,694    | 十勝                         |
| 釧路・根室圏 | 273,399    | 釧路・根室                   |
| 合計         | 5,013,969  | 北海道                       |

#### その他の地域区分
北海道の区域は東北地方に新潟県を加えた面積に匹敵する程広大であるため、本州以南であれば都府県庁所在地にのみ設置される機関が、旭川市・函館市・帯広市・釧路市の4市に置かれる例が見られる。
国の出先機関の支局などが札幌市・旭川市・函館市・帯広市・釧路市に設置される場合は、概ね振興局の所管区域を分割することなく、その支局などが置かれる振興局と近隣の振興局を管轄することとなる。
一部の機関にあっては、歴史的経緯・地理的状況により、振興局の所管区域を分割して管轄する場合がある。
日銀の管轄は、函館支店が渡島・檜山の2振興局、釧路支店は釧路・十勝・根室の3振興局を担当。その他は札幌支店が管轄するが、その中の釧路支店に属する帯広事務所の管轄が十勝総合振興局、そして札幌支店に属する旭川事務所の管轄が上川・宗谷・オホーツク3総合振興局となっている。
また、道内の放送局は7地域に分割される。詳細は、北海道の報道機関の一覧を参照。

## 歴史

### 狩猟採集時代
北海道には数万年前の氷期にシベリアからマンモスやオオツノシカなどの大型哺乳動物を追いかけて、陸橋となった宗谷海峡を人類が渡ってきたとされる。約12,000年から13,000年前（- 8000年から- 9000年）には、氷河が後退し温暖となってからは本州からも渡来したようである。
道内各地での旧石器時代の発掘調査は、群馬県の岩宿遺跡で旧石器が発見されたことをきっかけに行われるようになった。それらの遺跡は約2万年前から1万3000年前の間、つまり後期旧石器時代と推定されている。現在のところ最も古い遺跡は、千歳市祝梅（しゅくばい）三角山遺跡と考えられている。この遺跡から採取した炭化材の年代は、放射性炭素年代測定法の結果、21450±750年BPであった。出土した石器類は、ナイフ形石器・尖頭器・削器・石核などである。これらの石器の原材料となった黒曜石の産地は「十勝石」の名で親しまれている白滝村が代表的である。他には、置戸・十勝三股・赤井川などがある。
縄文時代に入ると、渡島半島・函館市の女名沢遺跡など、本州方面からの亀ヶ岡文化の影響が見られるようになる。縄文時代後期の周堤墓は北海道に見られ、特に石狩低地帯に集中している。最も大きいものは千歳市郊外にあるキウス周堤墓群で、知床半島の付け根部にある斜里町でも朱円遺跡、芦別市野花南、標津町伊茶仁（いちゃに）などで発見されている。
北海道周辺ではストーンサークルが多く発掘され考古学上議論を呼んでいる。渡島管内森町の鷲ノ木遺跡、後志管内小樽市の忍路環状列石・地鎮山環状列石、余市町の西崎山環状列石、石狩地方では空知管内深川市の音江環状列石、旭川市の神居古潭ストーンサークルなど。
本州以南の多くは多数の渡来人（弥生文化の担い手）が進出、弥生時代に移行するが、北海道周辺には弥生文化（水稲耕作）が伝播せず、異なる文化が展開した。
続縄文文化
本州大部分の弥生・古墳時代に並行する続縄文時代は、紀元前2世紀から8世紀の奈良時代ごろまで続いた。この文化は、北は樺太南端部、東は国後島・択捉島、南は宮城県北部から新潟県中央部に及んでいる。時期のはじめの土器は東北北部の土器（亀ヶ岡式土器）の影響が及んだ恵山式土器で紀元前2世紀から3世紀までを恵山文化と呼ぶ。この文化と弥生文化との交流を示す鉄器や碧玉製の管玉が見つかっている。また、この文化の影響が道央部に及んで江別式土器が出現する。この土器は後北式土器 とも呼ばれている。江別式土器を特徴とする江別文化は紀元前1世紀から7世紀ごろまでで、サケ・マスの漁撈生業を中心とした狩猟・採集経済である。この文化の遺跡からソバの花粉や緑豆の種子が検出されており、食用植物が栽培されていたと考えられる。
擦文文化
つづいて、7世紀後半より土師器の影響を受けて縄文がなくなり、木片の刷毛で擦ったような文様の擦文式土器を特徴とする擦文時代となって、この文化を8世紀までを前期、9世紀 - 10世紀を中期、12世紀ごろまでを後期の三期に区分する。この文化は和人（本州方面の日本人）との交易によって、12世紀ごろには移入品の鉄器を使用し、狩猟のほかに農業、漁労を営むアイヌ文化に成熟した。
オホーツク文化期
擦文文化が営まれていたころ、北海道東部のオホーツク海沿岸には、北の樺太方面から漁業と海獣狩猟を生業とするオホーツク文化を営む人々が移住したが、アイヌ文化が成熟したころに姿を消した。アイヌと完全に同化したか、アイヌに追われたものと考えられる。この古代文化は、3世紀から13世紀までに樺太、北海道のオホーツク海沿岸、千島列島に展開された。うち北海道に分布するこの文化の遺跡の年代は5世紀から9世紀までと推測されている。
アイヌ文化
擦文文化は、オホーツク文化や日本文化の影響を受けてアイヌ文化へと移行した。イナウや捧酒箸を用いた神事、イオマンテ、アットゥシの着用などの「いわゆるアイヌ文化」の成立時期は日本本土における鎌倉時代の事とされる。アイヌ文化期は明治期に和人の進出が本格化するまで続いた。

### 和人進出（奈良時代 - 鎌倉時代）
古くは『日本書紀』に渡島（わたりしま）として登場している。正確性については諸説あるが、『日本書紀』には、斉明天皇が阿倍比羅夫に命じ、蝦夷を征するため、渡島へ1万の軍勢を送ったとある。比羅夫は蝦夷を下し、さらに降伏した蝦夷とともに粛慎なる異民族を討ち、捕虜を連れ帰ったという。
奈良時代、平安時代には出羽国と交易を行なった。当時の住民は、東北地方北部の住民と同じく蝦夷（えみし）と呼ばれていた。恐らく両者は民族的に近い存在で（同一民族とする説もある）、北海道周辺の蝦夷が後の蝦夷（えぞ）、現在のアイヌの先祖だと考えられている。
中世以降、北海道周辺の住民は蝦夷（えぞ）と呼ばれ、北海道の地は蝦夷が島、蝦夷地（えぞち）など様々に呼ばれた。古代の蝦夷（えみし）は農耕も生活の柱としていたが、次第に狩猟・漁業に特化し、鉄などを日本人（和人）の交易で得るようになっていった。
鎌倉時代以降になると、後の松前藩や和人地の基礎となった渡党（津軽海峡を往来して和人とアイヌの交易に携わっていた集団）の活動が見られるようになる。

### 松前藩（室町時代 - 江戸時代）

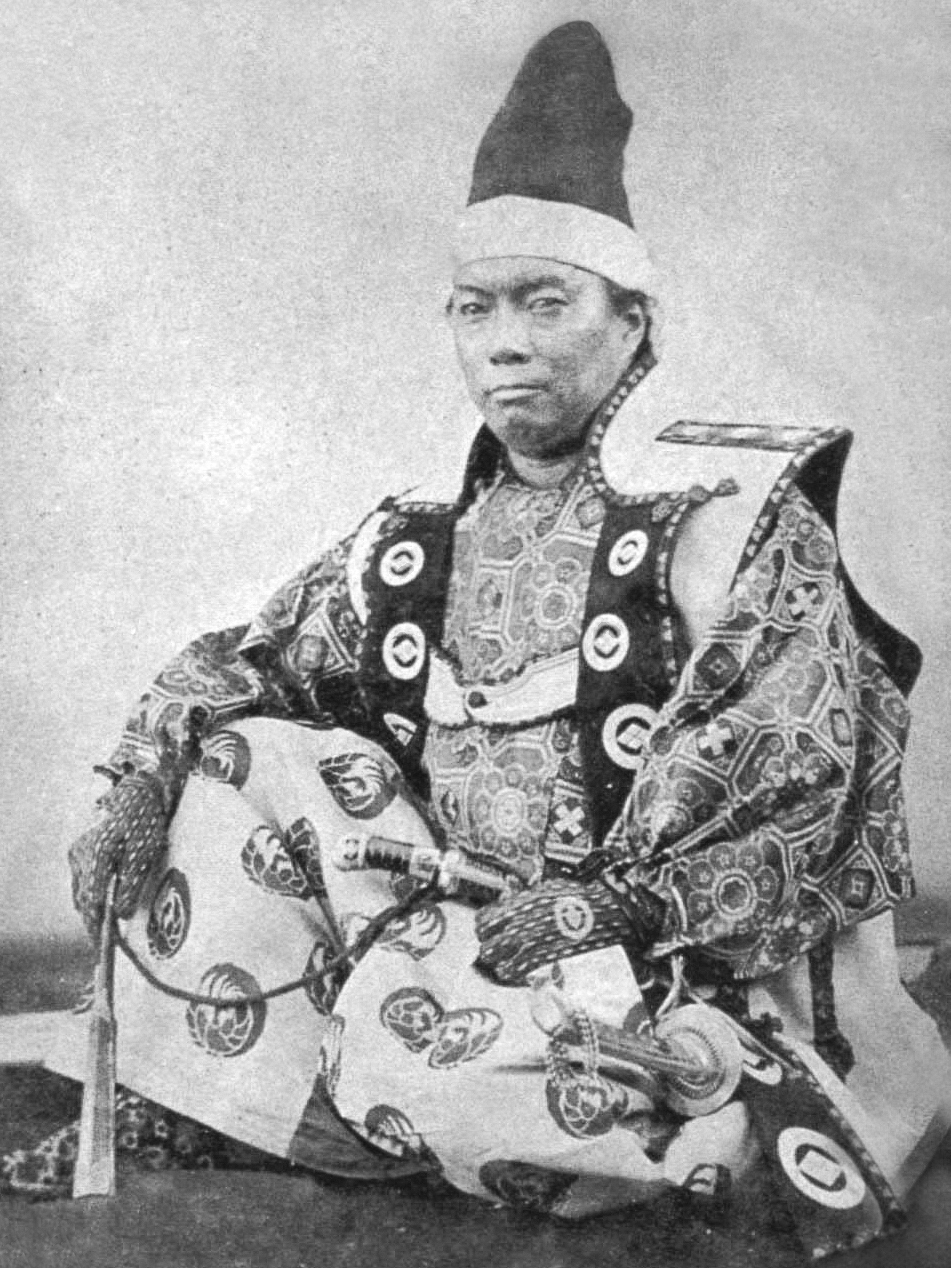
松前崇広は、江戸時代末期の大名。蝦夷松前藩の12代藩主。

室町時代（中世）には、渡島半島南部（後の和人地）に和人、渡党、アイヌが居住し、豪族が館を構えていた。和人の築いた道南十二館のひとつである勝山館跡では和人とアイヌの混住が考古学的にも確認されている。当地に割拠していた館主（たてぬし）らは安東氏と被官関係を結んでおり、かれらが北海道周辺に進出した時期は不明であるが、その多くは鎌倉時代に津軽や糠部の北条氏所領の代官層であった侍の子孫とも考えられている。室町・戦国期には本土方面から和人の来住者が増え、現地のアイヌとの間に対立が起きたという。近世以前の北海道周辺に関しては松前藩の由緒を記した『新羅之記録』（寛永20年（1643年）成立）があり、同書に拠れば康正3年/長禄元年（1457年）に起きたコシャマインの戦いで、甲斐源氏・若狭武田氏の子孫とされる武田信広がアイヌの指導者コシャマインを討ち、和人の勝利を決した。信広は蠣崎氏を継ぎ、その子孫は後に松前の氏を名乗り、代々蝦夷地の南部に支配権を築いた（松前藩）。
松前藩の経済基盤はアイヌとの交易にあった。安土桃山時代から江戸時代にかけて松前氏は征夷大将軍より交易独占権を認められ、アイヌとの交易条件を自らに有利なものに変えていった。アイヌはシャクシャインの戦いやクナシリ・メナシの戦いで蜂起したものの、松前藩によって鎮圧された。天明4年（1784年）からは蝦夷地の開拓を始め、沿岸にいくつかの入植地が建設された。
江戸時代後期に、ロシアがシベリアから領土を広げつつ日本と通商を求めるようになり、鎖国を維持しようとする日本に北海道近辺で接触した。中にはゴローニンや高田屋嘉兵衛のように相手国の捕虜になった人もいた（ゴローニン事件）。ロシアの脅威に対する北方防備の必要を認識した江戸幕府は、最上徳内、近藤重蔵、間宮林蔵、伊能忠敬といった者に蝦夷地を（樺太・千島列島を含め）探検させ、地理的な知識を獲得した。また、寛政11年（1799年）に東蝦夷地を、文化4年（1807年）には西蝦夷地を松前氏から取り上げた。また、統治機構として享和2年（1802年）に蝦夷奉行を置き、後に箱館奉行、松前奉行と名を変える。幕府の統治はアイヌの負担を若干軽減したが、基本的な支配構造には手を付けなかった。ゴローニン事件解決以降、ロシアの領土拡大的な南下が停滞したため、奉行は文政4年（1821年）に廃され、全蝦夷地は松前藩に還付された。

### 近代（明治 - 昭和前期）

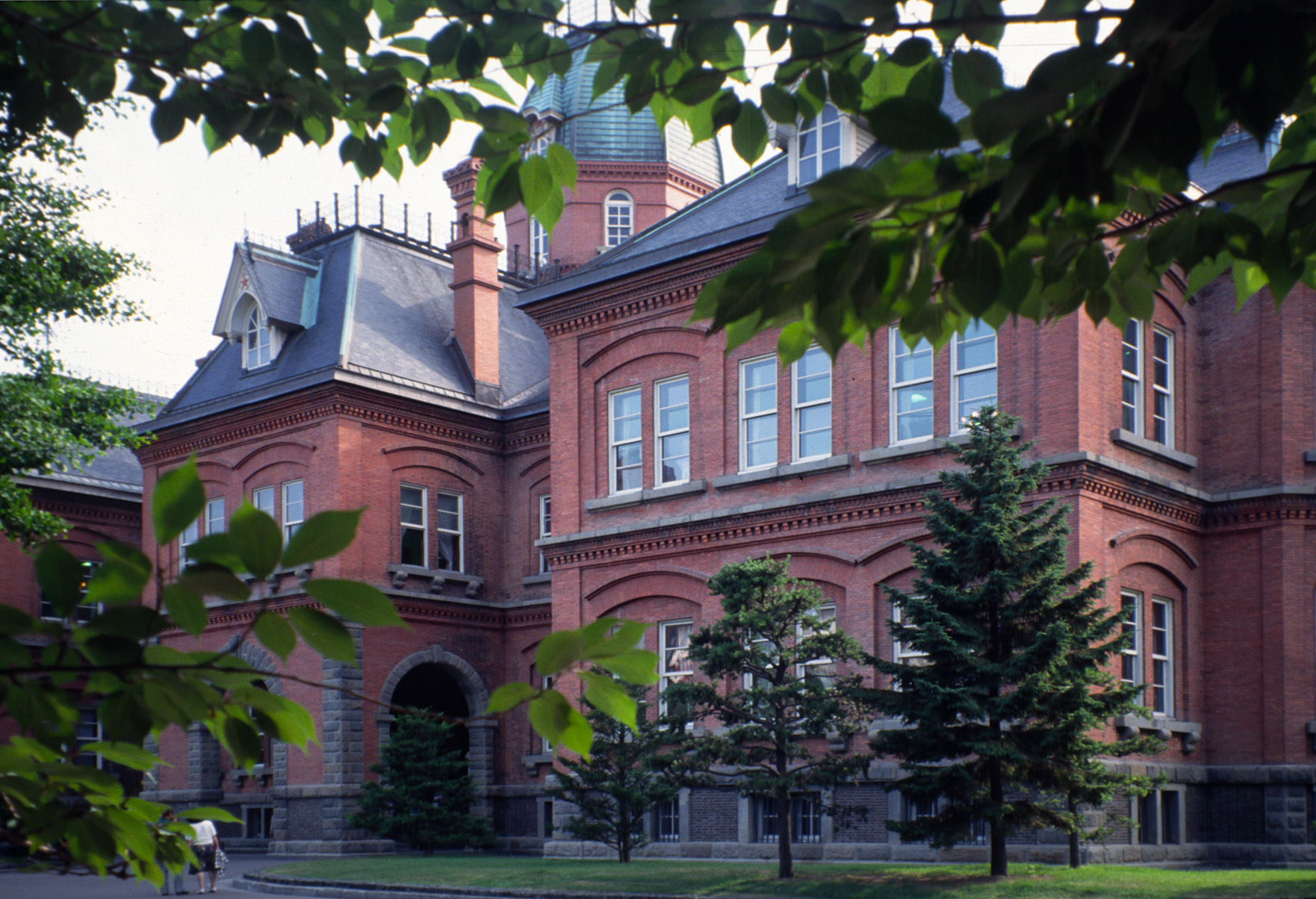
1888年建設の道庁旧本庁舎（札幌市）

律令制・幕藩体制の延長期

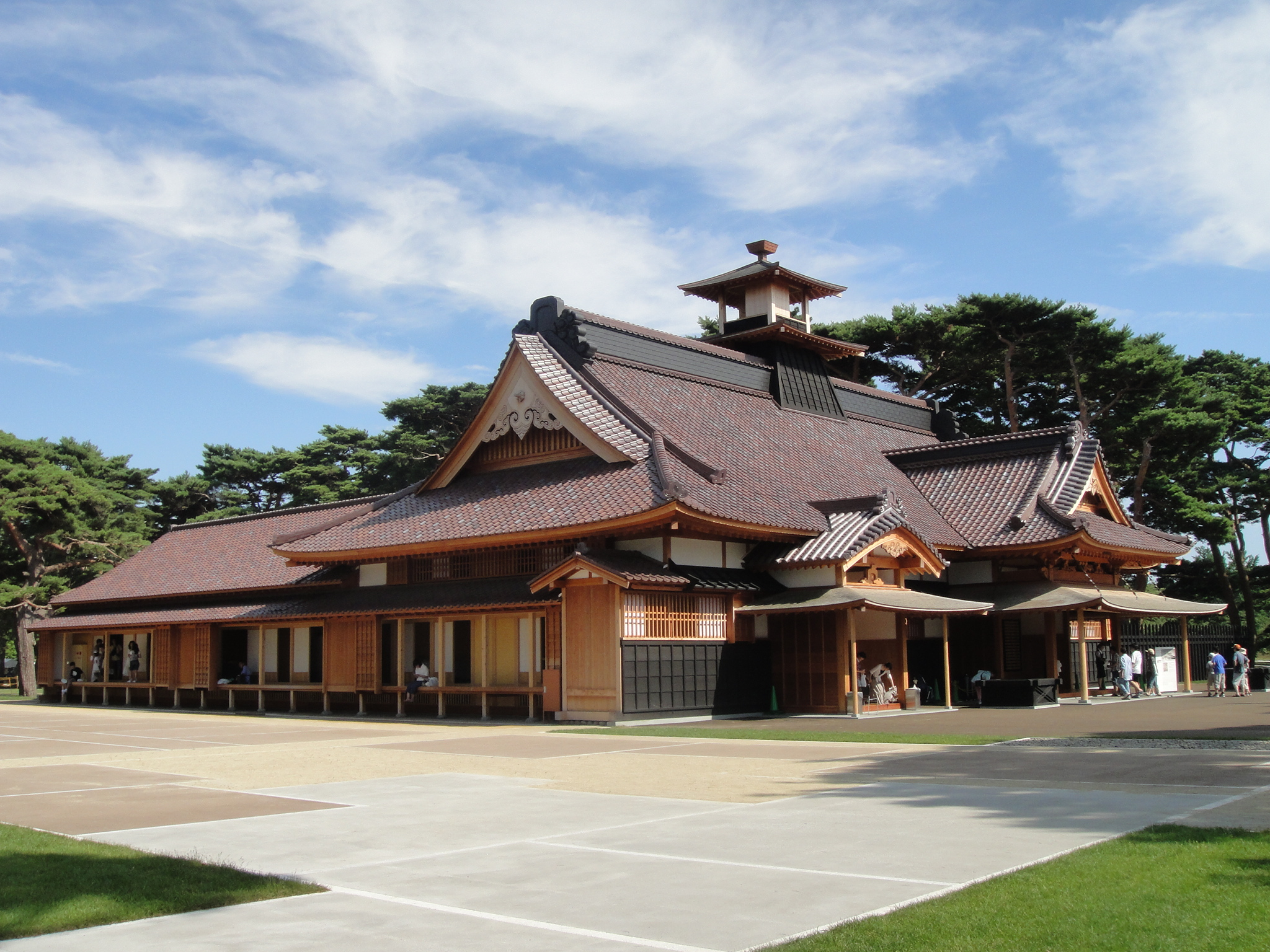
箱館府の置かれた五稜郭の函館奉行所（函館市）

慶応4年/明治元年4月12日（1868年5月4日）に、新政府はそれまで蝦夷地を管轄していた箱館奉行を箱館裁判所に置き換え、すぐにその名を箱館府と改めた（府藩県三治制）。これに伴い、道内でもそれまでの公議御料（幕府直轄領）は天領（天皇の御料）となった。ただし、明治元年12月（1869年1月）旧幕府軍が五稜郭を占拠し榎本武揚を首班とする「蝦夷共和国」が成立、翌年にかけて新政府軍との間で戊辰戦争の一つ箱館戦争が戦われた。
旧幕府側の降伏直後の明治2年（1869年）、和人地および蝦夷地（北州）には大宝律令の国郡里制を踏襲し北海道11国86郡が置かれた（→北海道 (令制)）。
同年7月（天保暦）館藩（松前藩）領以外は箱館県（箱館府の後身）から引き継ぐ開拓使（「使」という名称は、律令制下で使用された臨時の独自な任務をこなす令外官である。東北地方などには律令制時代の官職である按察使が一時的に置かれた）が設けられ北海道の開拓は本格化した。当初、開拓使直轄領以外では、道外の藩・士族・寺院・華族などによる幕藩体制と同様の北海道の分領支配も行われていた。また、同年10月場所請負制が漁場持と名称を変えしばらくの間存続することとなった。
- 北海道11国86郡（1869年設置）

| 郡     | 読み       |
| 渡島国 | 渡島国     |
| ------ | ---------- |
| 亀田郡 | かめだ     |
| 茅部郡 | かやべ     |
| 上磯郡 | かみいそ   |
| 福島郡 | ふくしま   |
| 津軽郡 | つがる     |
| 檜山郡 | ひやま     |
| 爾志郡 | にし       |
| 後志国 |            |
| 久遠郡 | くとう     |
| 奥尻郡 | おくしり   |
| 太櫓郡 | ふとろ     |
| 瀬棚郡 | せたな     |
| 島牧郡 | しままき   |
| 寿都郡 | すっつ     |
| 歌棄郡 | うたすつ   |
| 磯谷郡 | いそや     |
| 岩内郡 | いわない   |
| 古宇郡 | ふるう     |
| 積丹郡 | しやこたん |
| 美国郡 | びくに     |
| 古平郡 | ふるびら   |
| 余市郡 | よいち     |
| 忍路郡 | おしよろ   |
| 高島郡 | たかしま   |
| 小樽郡 | おたる     |

| 郡     | 読み       |
| 胆振国 | 胆振国     |
| ------ | ---------- |
| 山越郡 | やまくし   |
| 虻田郡 | あぶた     |
| 有珠郡 | うす       |
| 室蘭郡 | むろらん   |
| 幌別郡 | よりへつ   |
| 白老郡 | しらおい   |
| 勇払郡 | ゆうふつ   |
| 千歳郡 | ちとせ     |
| 石狩国 |            |
| 石狩郡 | いしかり   |
| 札幌郡 | さっぽろ   |
| 夕張郡 | ゆうばり   |
| 樺戸郡 | かばと     |
| 空知郡 | そらち     |
| 雨竜郡 | うりゆう   |
| 上川郡 | かみかは   |
| 厚田郡 | あつた     |
| 浜益郡 | はまましけ |
| 天塩国 |            |
| 増毛郡 | ましけ     |
| 留萌郡 | るもい     |
| 苫前郡 | とままえ   |
| 天塩郡 | てしほ     |
| 中川郡 | なかかわ   |
| 上川郡 | かみかは   |

| 郡     | 読み       |
| 北見国 | 北見国     |
| ------ | ---------- |
| 宗谷郡 | そうや     |
| 利尻郡 | りしり     |
| 礼文郡 | れふんしり |
| 枝幸郡 | えさし     |
| 紋別郡 | もんべつ   |
| 常呂郡 | ところ     |
| 網走郡 | あばしり   |
| 斜里郡 | しゃり     |
| 日高国 |            |
| 沙流郡 | さる       |
| 新冠郡 | にいかっぷ |
| 静内郡 | しずない   |
| 三石郡 | みついし   |
| 浦河郡 | うらかわ   |
| 様似郡 | さまに     |
| 幌泉郡 | ほろいずみ |
| 十勝国 |            |
| 広尾郡 | ひろお     |
| 当縁郡 | とうふち   |
| 上川郡 | かみかは   |
| 中川郡 | なかかわ   |
| 河東郡 | かとう     |
| 河西郡 | かさい     |
| 十勝郡 | とかち     |

| 郡      | 読み       |
| 釧路国  | 釧路国     |
| ------- | ---------- |
| 白糠郡  | しらぬか   |
| 足寄郡  | あしょろ   |
| 釧路郡  | くしろ     |
| 阿寒郡  | あかん     |
| 網尻郡  | あはしり   |
| 川上郡  | かわかみ   |
| 厚岸郡  | あつけし   |
| 根室国  |            |
| 花咲郡  | はなさき   |
| 根室郡  | ねむろ     |
| 野付郡  | のつけ     |
| 標津郡  | しべつ     |
| 目梨郡  | めなし     |
| 千島国  |            |
| 国後郡  | くなしり   |
| 択捉郡  | えとろふ   |
| 振別郡  | ふれへつ   |
| 紗那郡  | しやな     |
| 蘂取郡  | しへとろ   |
| 得撫郡※ | うるっぷ   |
| 新知郡※ | しむしる   |
| 占守郡※ | しゅむしゅ |

※ 得撫郡、新知郡、占守郡の3郡は、1875年（明治8年）、樺太・千島交換条約により得撫島以北の千島列島を編入したため千島国に加わった
- 注：よみがなは『新北海道史』による

明治維新の変遷期
明治3年（1870年）、根室国の花咲郡、根室郡、野付郡が東京府の所領となったが、同年末に返上。
明治3から4年（1870年 - 1871年）本願寺道路が建設される。
明治4年（1871年）5月に開拓使庁も函館から札幌に移転。同年の明治4年7月14日（8月29日）廃藩置県に伴い館藩の旧領（爾志郡・檜山郡・津軽郡・福島郡）に館県設置。その直後に分領支配も終わり、館県以外の地域は開拓使の直轄となった。同年旧暦9月、弘前県、黒石県、斗南県、七戸県、八戸県、館県及び弘前県を廃し、その区域をもって弘前県を設置する（青森県）。明治5年10月（1872年）、福島郡など四郡（旧館県）が青森県から開拓使に移管。これにより、北海道の区域が開拓使の所管となる。また、札幌農学校の開校もこの年で、同年旧暦10月10日（11月10日）には大区小区制が施行され、明治5から6年（1872年 - 1873年）には札幌本道が建設されている。1874年（明治7年）には開拓と北辺の守りを固めるため屯田兵の駐屯が開始された（主に道央以北、以東）。1876年（明治9年）9月には漁場持（場所請負制）廃止。1879年（明治12年）7月23日、郡区町村編制法（明治11年7月22日太政官布告第17号）を施行。1885年（明治18年）の太政官廃止に先立つ1882年（明治15年）、開拓使は設置からわずか13年で廃止された。
近代行政機関の設置
開拓使を置き換えるように北海道全体として初の近代行政区画・近代行政機関である函館県、札幌県、根室県の3県（三県一局時代）が設けられた（内閣制の発足は1885年（明治18年）12月22日である）が、当時は人口も少なく非常に偏った分布（特に根室県の人口は著しく少なかった）で3県体制が機能していないことから、1886年（明治19年）には道の区域を管轄する北海道庁が置かれた。1896年（明治29年）になると旭川にて陸軍第七師団が編成され、1899年（明治32年）10月1日には北海道区制および北海道一・二級町村制が施行されている。明治政府の政策により多くの人が全国各地から移住し、道内各地に開拓の波が押し寄せた。特に東北地方と北陸地方からの移住者は全体の7割近くを占め、言語（北海道方言）や習慣などの点で北海道文化の礎となった。これにともない官営幌内鉄道や北海道官設鉄道をはじめとする鉄道や国道が建設されたが、網走刑務所に代表されるように、懲役刑の一環として行われた面もある。石炭が産出されることから、数多くの炭鉱が開発され、輸送するための鉄道が縦横に張り巡らされた（明治29年北海道鉄道敷設法、大正11年改正鉄道敷設法）。人口も増加し、1922年（大正11年）4月20日には市制を施行し北海道区制を廃止。
1943年（昭和18年）3月20日には町村制の改正により北海道一・二級町村制が廃止（旧二級町村は特例で指定町村と）された。1946年（昭和21年）9月27日の府県制改正にともない、北海道における自治制度を規定していた「北海道会法」と「北海道地方費法」が廃止されて「道府県制」に移行し、指定町村の特例も廃止されている。もっとも、和人の「開拓」はアイヌにとっては土地収奪と強制移住を伴うものであり、「日本による侵略」であったとする見方もある（本多勝一など）。
| 移住者の出身地域 戸数別（明治15年〜昭和10年） | 移住者の出身地域 戸数別（明治15年〜昭和10年） | 移住者の出身地域 戸数別（明治15年〜昭和10年） | 移住者の出身地域 戸数別（明治15年〜昭和10年） | 移住者の出身地域 戸数別（明治15年〜昭和10年） |
| --------------------------------------------- | --------------------------------------------- | --------------------------------------------- | --------------------------------------------- | --------------------------------------------- |
|                                               |                                               |                                               |                                               |                                               |
| 東北地方                                      | 東北地方                                      |                                               | 41.4%                                         | 41.4%                                         |
| 北陸地方                                      | 北陸地方                                      |                                               | 25.8%                                         | 25.8%                                         |
| 関東地方                                      | 関東地方                                      |                                               | 7.2%                                          | 7.2%                                          |
| 四国地方                                      | 四国地方                                      |                                               | 6.6%                                          | 6.6%                                          |
| 中部地方（北陸除く）                          | 中部地方（北陸除く）                          |                                               | 5.6%                                          | 5.6%                                          |
| 近畿地方                                      | 近畿地方                                      |                                               | 5.4%                                          | 5.4%                                          |
| 中国地方                                      | 中国地方                                      |                                               | 4.5%                                          | 4.5%                                          |
| 九州地方                                      | 九州地方                                      |                                               | 2.5%                                          | 2.5%                                          |
| 沖縄地方                                      | 沖縄地方                                      |                                               | 0.0%                                          | 0.0%                                          |
| その他                                        | その他                                        |                                               | 0.8%                                          | 0.8%                                          |

気象害
1902年（明治35年）、1913年（大正2年）、1931年（昭和6年）、1941年（昭和16年）は冷夏になり、農作物の収率が例年の半分以下になる大凶作となった。また、1912年（明治45年）3月、暴風雪が発生し、死者68人の被害。1922年（大正11年）8月24日にも全道で大水害があり、死者117人、家屋流失872戸、田畑流失6461町歩の被害が出た。
1932年（昭和7年）8月25日から15日間道内で降り続いた雨は石狩川、天塩川、幌内河、夕張川、美唄川、江別川などを氾濫させた。前年の凶作に追い打ちをかける水害により農村部は疲弊した。
1936年（昭和11年）10月3日、北海道全域で暴風雨。釧路市では民家の裏山が崩れ死者7人。渡島半島では大島村で死者16人、小島村で死傷者16人、吉岡村で死者1人。どの町村も民家の流失多数。港湾施設も道路や船入澗（防波堤、係留施設）が大破して漁船が全滅に近い状態となった。
1954年（昭和29年）5月9日から5月10日、道内に暴風雨が襲来し、死者・行方不明者400人超の被害。天皇・皇后より北海道に対して御救恤金が贈られた。

### 昭和戦後
1945年（昭和20年）8月16日、ポツダム宣言受諾を受けてソビエト連邦のスターリンが北海道北部の占領を公式提案。これをトルーマンが拒否。北海道にはアメリカ軍が進駐した。
1950年（昭和25年）、北海道を開発するため、調査・立案および実施に関する事務を担当する北海道開発庁が総理府の外局として設置された。北海道内には北海道開発局と各地方に開発建設部が置かれ、開発の任に当った。第二次世界大戦の復員兵や、旧植民地からの帰還者受け入れ先として北海道が注目され、人口が急増した。
戦後復興と高度経済成長期の初めは、北海道産の石炭が重宝され、多くの炭鉱労働者が北海道で暮らしたが、1960年代に石油へのエネルギー転換が起こり、1980年代までにほとんどの炭鉱が閉山された。これに伴い、不要になった鉄道が相次いで廃止され、市民生活の自動車化が推し進められた。道路網の整備が行われ、道央自動車道をはじめとする高速道路が建設された。他の都府県は直轄国道（旧一級国道）以外の整備補修を自ら行うのに対し、北海道はすべての国道を国が管理する体制がとられた。
1967年（昭和42年）には旭川市旭山動物園が開園し、1968年（昭和43年）  には北海道百年記念祝典が開催された。
また、1971年（昭和46年）に日本で4番目の地下鉄となる札幌市営地下鉄が開業。翌1972年（昭和47年）にはアジア初の冬季オリンピックである第11回冬季札幌オリンピックが開催され、オリンピック後の4月1日には札幌市が政令指定都市に指定された。
1988年（昭和63年）7月20日には、新千歳空港が千歳空港に代わる民間航空用の空港として開港した。

### 平成期
2001年（平成13年）の中央省庁再編により、北海道開発庁は統合され、国土交通省北海道局となった。それに伴い、北海道開発局は国土交通省の地方支分部局となった。
2003年（平成15年）9月26日午前4時50分ごろ、 十勝沖地震 - Mj 8.0（Mw 8.0〜8.3）、北海道新冠町・静内町・浦河町・鹿追町・幕別町・豊頃町・忠類村・釧路町・厚岸町で最大震度 6弱、死者・不明者2人。津波警報が発表され2メートルを超える津波が来襲し2人が飲み込まれ、2年後に1人が遺体で発見された。
2008年（平成20年）7月7日〜7月9日 - 北海道洞爺湖サミット開催。
2010年（平成22年）条例の改正により、支庁の名称を総合振興局および振興局に変更した。
2018年（平成30年）9月6日午前3時8分ごろ、胆振地方中東部(北緯42.7度　東経142.0度)で最大震度7 (M.6.7) を観測する北海道胆振東部地震が発生。厚真町では震度7を観測した。北海道で震度7を観測したのは観測史上初。

## 人口
北海道の人口は522万4614人（2020年（令和2年）10月1日、国勢調査）であり、都道府県単位で全国8位である。しかし、面積が広大であるため人口密度は最も低く、これが地域の特色にもなっている。
1869年（明治2年）の6万人から始まり全国で最も少なかった人口はその後急速な増加傾向が続き、1886年には30万人、1901年には100万人を超え、1959年には初めて500万人を超えた。1997年（平成9年）に過去最多の570万人に達するも、出生数の低下や高齢者人口増に伴う死亡数増加、転出増加により1998年から人口減少が始まり、その後は再び増加に転じることはなく、2000年に568万人、2005年には563万人に減少した。
2024年現在の人口は約505万人でピーク時より約65万人減少した。特に2010年以降は合計47万人以上減少していて今後も人口減少は続くと予測されている。

北海道の地方自治体の人口増加率分布図。2015年度と2020年度国勢調査から算出した。
増加
7.5 - 10.0 %
5.0 - 7.5 %
2.5 - 5.0 %
0.0 - 2.5 %
減少
0.0 - 2.5 %
2.5 - 5.0 %
5.0 - 7.5 %
7.5 - 10.0 %
10.0 % 以上

| 増加 7.5 - 10.0 % 5.0 - 7.5 % 2.5 - 5.0 % 0.0 - 2.5 % | 減少 0.0 - 2.5 % 2.5 - 5.0 % 5.0 - 7.5 % 7.5 - 10.0 % 10.0 % 以上 |

| |                                        |  |
| 北海道と全国の年齢別人口分布（2005年） | 北海道の年齢・男女別人口分布（2005年） |  |
| ■紫色 ― 北海道 ■緑色 ― 日本全国 | ■青色 ― 男性 ■赤色 ― 女性              |  |
| 北海道（に相当する地域）の人口の推移 \| 1970年（昭和45年） \| 5,184,287人 \| \| \| 1975年（昭和50年） \| 5,338,206人 \| \| \| 1980年（昭和55年） \| 5,575,989人 \| \| \| 1985年（昭和60年） \| 5,679,439人 \| \| \| 1990年（平成2年） \| 5,643,647人 \| \| \| 1995年（平成7年） \| 5,692,321人 \| \| \| 2000年（平成12年） \| 5,683,062人 \| \| \| 2005年（平成17年） \| 5,627,737人 \| \| \| 2010年（平成22年） \| 5,507,456人 \| \| \| 2015年（平成27年） \| 5,381,733人 \| \| \| 2020年（令和2年） \| 5,224,614人 \| \| |                                        |  |
| 総務省統計局 国勢調査より |                                        |  |
| 1970年（昭和45年） | 5,184,287人                            |  |
| 1975年（昭和50年） | 5,338,206人                            |  |
| 1980年（昭和55年） | 5,575,989人                            |  |
| 1985年（昭和60年） | 5,679,439人                            |  |
| 1990年（平成2年） | 5,643,647人                            |  |
| 1995年（平成7年） | 5,692,321人                            |  |
| 2000年（平成12年） | 5,683,062人                            |  |
| 2005年（平成17年） | 5,627,737人                            |  |
| 2010年（平成22年） | 5,507,456人                            |  |
| 2015年（平成27年） | 5,381,733人                            |  |
| 2020年（令和2年） | 5,224,614人                            |  |

### 都市
北海道は一定数以上の人口が定住し始めてからの歴史が明治時代以降と浅く、本州以南と比較して都市が短期間で計画的・人工的に作られた側面が大きい。そのため他の多くの都府県と比べ、主要都市部に人口が偏在する傾向が強い。特に20世紀後半以降は札幌市への人口集中が続いており、2023年時点において道人口全体の38%を占め道内の他の自治体を大きく圧倒している。さらに札幌市とその周辺地域（石狩振興局に加え、札幌都市圏に含まれる小樽市と南幌町）を合計すると約250万人に達し、道面積の5%程度の地域に人口の半分が集中していることになる。その他の地域は軒並み中小都市が点在する様相となっており、2番目の人口規模をもつ旭川市でさえ札幌市の人口の6分の1程度しかない。道内の179の自治体のうち政令指定都市は札幌市の1市、中核市は旭川市と函館市の2市で、施行時特例市は存在しない。
人口の都市集中は、小規模市町村の人口密度がさらに低いことを意味する。家屋の密度が著しく低く、大区画でほぼ無人の畑地・牧草地が広がる大地を直線道路が切っていく景観は、人口密度の低さで北海道に次ぐ東北地方でも見られない独特のものである。2022年（令和4年）現在で179の自治体のうち、およそ83%に上る149の自治体が過疎地域に指定されている。
北海道の主要都市を掲載する。
政令指定都市
- 札幌市（1956164人）

中核市
- 旭川市（313650人）・函館市（234286人）

施行時特例市
- 該当なし

### 町村
北海道においても多くの自治体人口が減少傾向にある中で、減少率の差により地方都市の人口を上回る町村も存在する。
主な町
- 河東郡音更町（十勝総合振興局）（42418人）
- 亀田郡七飯町（渡島総合振興局）（27036人）
- 中川郡幕別町（十勝総合振興局）（25085人）
- 標津郡中標津町 （根室振興局）（22134人）
- 日高郡新ひだか町 （日高振興局）（19972人）

主な村
- 河西郡中札内村（十勝総合振興局）（3820人）
- 河西郡更別村（十勝総合振興局）（3062人）
- 石狩郡新篠津村（石狩振興局）（2705人）

## 政治

### 道政

#### 知事

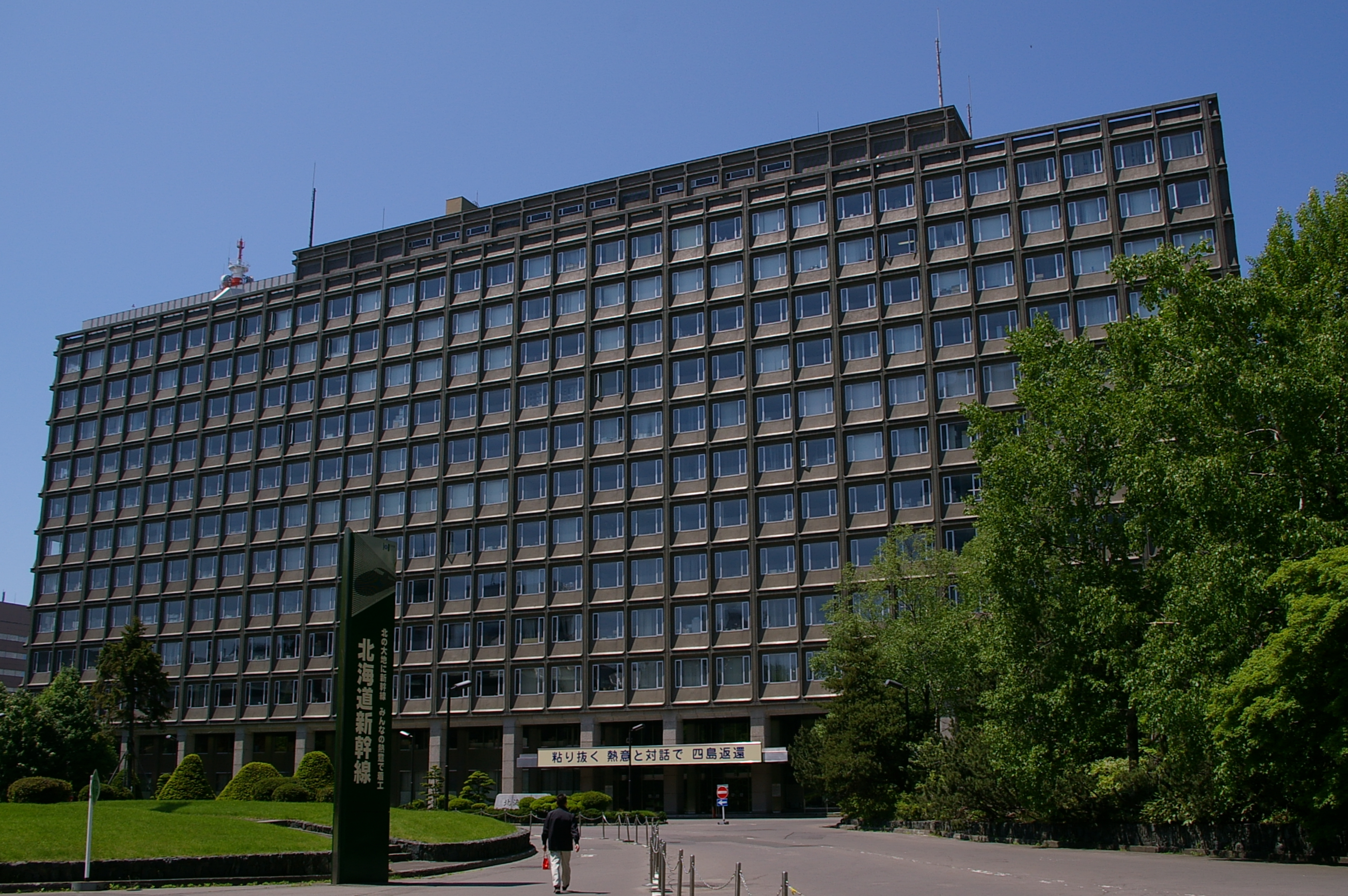
北海道庁本庁舎（道庁本館）

- 初代：田中敏文（1947年4月21日 - 1959年4月22日、3期）
- 2代：町村金五（1959年4月23日 - 1971年4月22日、3期）
- 3代：堂垣内尚弘（1971年4月23日 - 1983年4月22日、3期）
- 4代：横路孝弘（1983年4月23日 - 1995年4月22日、3期）
- 5代：堀達也（1995年4月23日 - 2003年4月22日、2期）
- 6代：高橋はるみ（2003年4月23日 - 2019年4月22日、4期）
- 7代：鈴木直道（2019年4月23日 - 、現職）

#### 議会

##### 会派
2023年4月9日に行われた道議会議員選挙の結果を反映している。
| 会派名                               | 議員数 | 所属党派                   | 女性議員数 | 女性議員の比率(%) |
| ------------------------------------ | ------ | -------------------------- | ---------- | ----------------- |
| 自由民主党・道民会議北海道議会議員会 | 54     | 自由民主党49人・無所属5人  | 5          | 9.25              |
| 北海道議会民主・道民連合議員会       | 26     | 立憲民主党23人・無所属3人  | 6          | 23.1              |
| 北海道結志会                         | 9      | 無所属9人                  | 1          | 11.11             |
| 北海道議会公明党議員団               | 8      | 公明党                     | 2          | 25.0              |
| 日本共産党北海道議会議員団           | 2      | 日本共産党                 | 2          | 100               |
| 維新・大地                           | 1      | 日本維新の会・（新党大地） | 1          | 100               |
| 定数                                 | 100    |                            |            |                   |

出典：北海道議会ホームページ 「北海道議会議員選挙区別・会派一覧（R5.5.2現在）」

#### 財政
2022年（令和4年）度の実質公債費比率は19.1%と、全国最下位。

##### 2022年度（令和4年度）決算の財務状況
- 財政力指数 0.44595 （47都道府県平均 0.50034）
- 経常収支比率 98.2% （47都道府県平均 94.7%）
- 実質公債費比率 19.1% （注：過去3か年平均 47都道府県平均 10.1%）
- 将来負担比率 304.0%
- 定員管理の適正度 人口100,000人当たり職員数 1,203人 （47都道府県平均 1,075人）
- ラスパイレス指数 99.1 （47都道府県平均 99.8）

##### 北海道債の残高
- 2021年（令和3年）度末北海道債残高 合計 6兆0568億円
  - 一般会計分 5兆9651億円
  - 特別会計分 1兆1638億円

### 国政
2024年（令和6年）現在、衆議院議員選挙は、小選挙区を12区に分け、比例北海道ブロック議席は8議席保有している。

#### 衆議院
- 1区　道下大樹
- 2区　松木謙公
- 3区　荒井優
- 4区　大築紅葉
- 5区　池田真紀
- 6区　東国幹
- 7区　鈴木貴子
- 8区　逢坂誠二
- 9区　山岡達丸
- 10区　神谷裕
- 11区　石川香織
- 12区　武部新

比例北海道ブロック
| 党派       | 議席数 | 当選者     | 備考             |
| 自由民主党 | 3      | 伊東良孝   | 比例単独         |
| 自由民主党 | 3      | 中村裕之   | 比例復活（4区）  |
| 自由民主党 | 3      | 向山淳     | 比例復活（8区）  |
| 立憲民主党 | 3      | 篠田奈保子 | 比例復活（7区）  |
| 立憲民主党 | 3      | 西川将人   | 比例復活（6区）  |
| 立憲民主党 | 3      | 川原田英世 | 比例復活（12区） |
| 公明党     | 1      | 佐藤英道   | 比例単独         |
| 国民民主党 | 1      | 臼木秀剛   | 比例単独         |

#### 参議院
北海道選挙区
- 2028年改選 
  - 長谷川岳
徳永エリ
船橋利実
- 2031年改選
  - 高橋はるみ
勝部賢志
岩本剛人

## 経済・産業
令和3年度（2021年）の道内総生産は20兆5409億円であり、1人当たりの道民所得は281万1千円となっている。北海道内総生産の産業別構成比は、第一次産業が4.3%、第二次産業が17.2%、第三次産業が77.6%である（2018年度)。全国平均と比べて第一次、第三次産業の比率が高く、第二次産業、特に製造業の比率が小さく全国の2分の1以下となっている（全国20.7％に対し北海道は10.0%）。製造業における業種別構成を全国と比べると食料品、パルプ・紙・紙加工品のウエイトが高く、電気機械や汎用・生産用・業務用機械、化学などのウェイトが低くなっている。

### 第一次産業

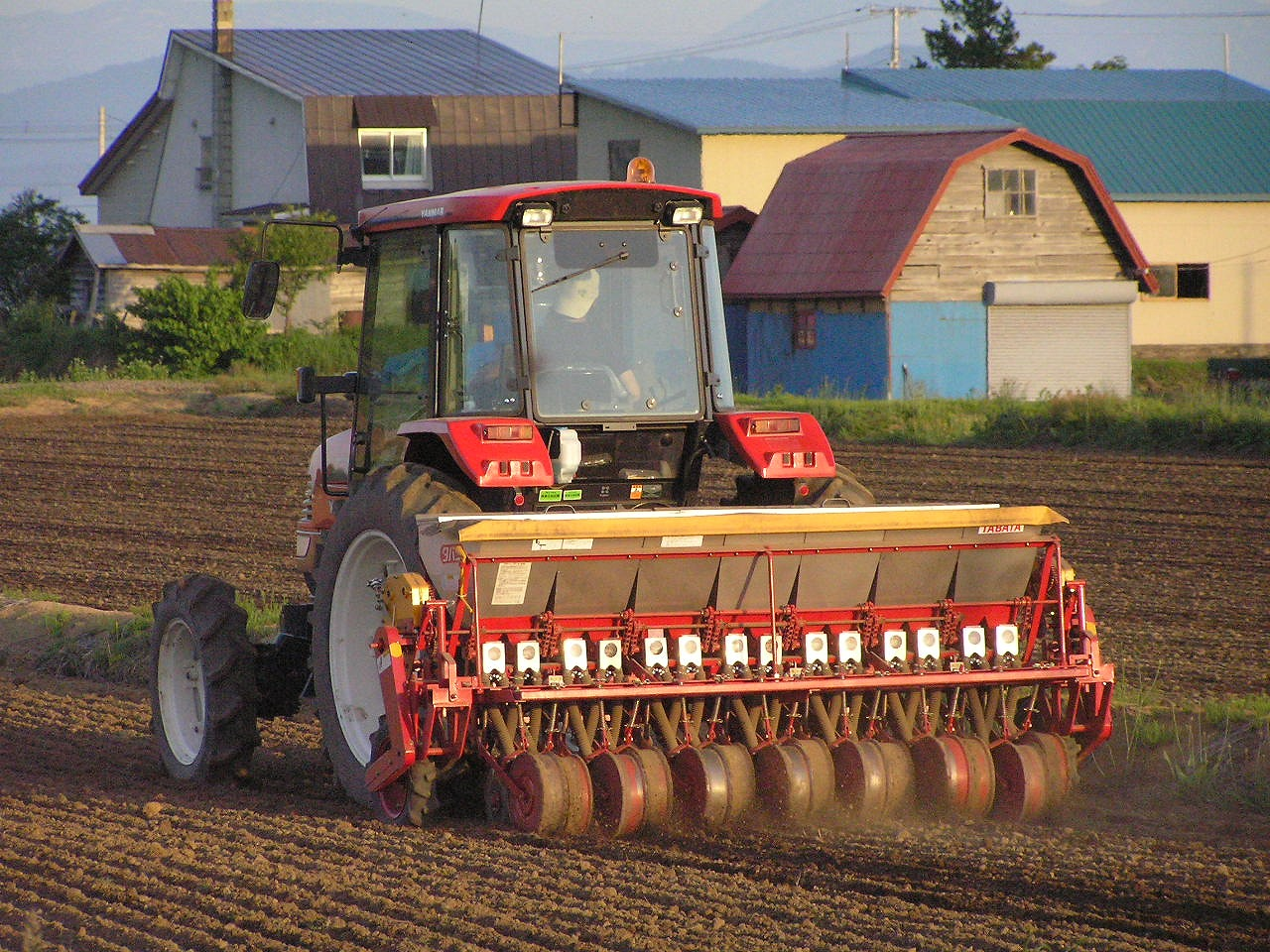
北海道のトラクター

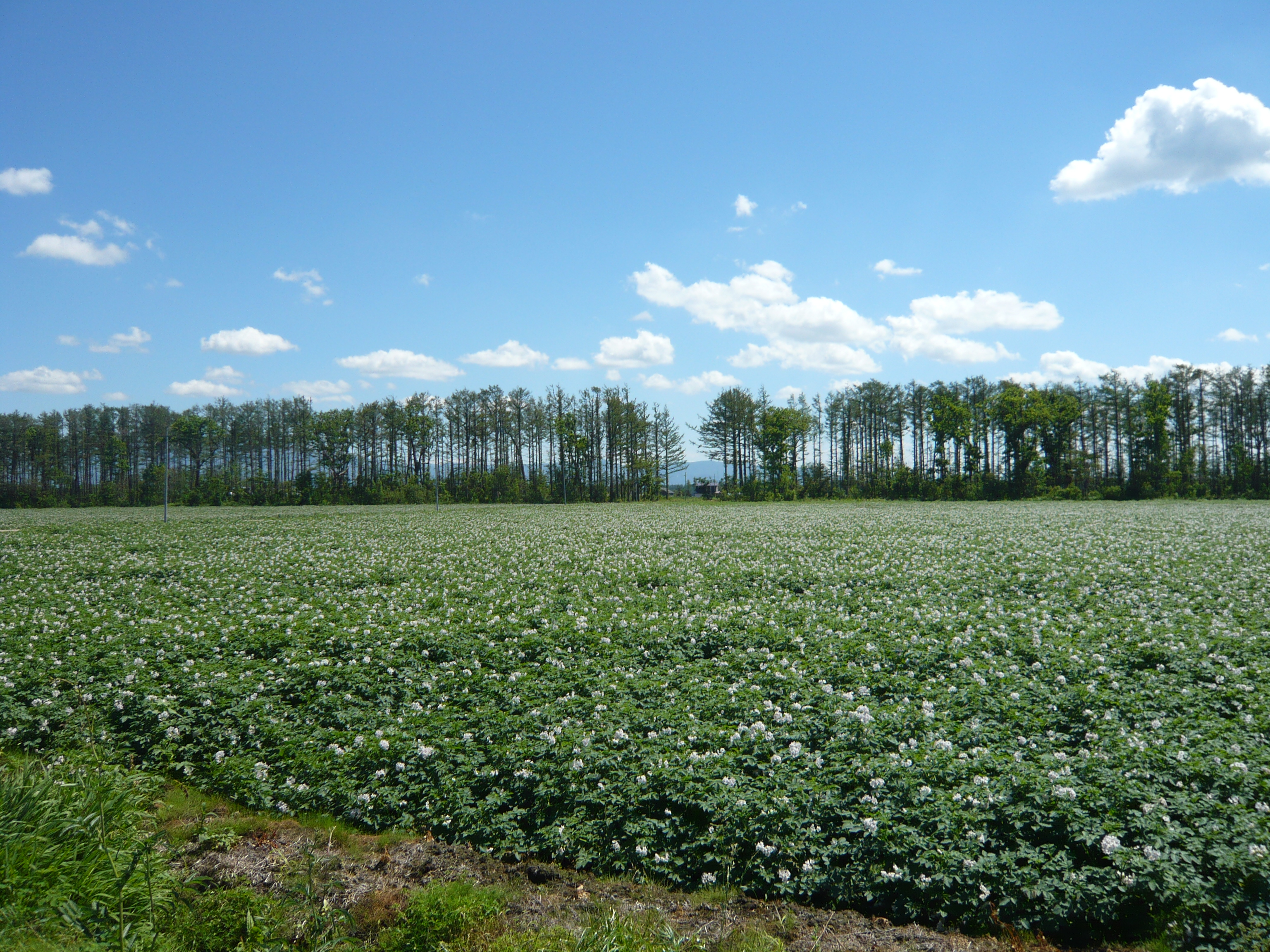
小清水町のジャガイモ畑と防風林

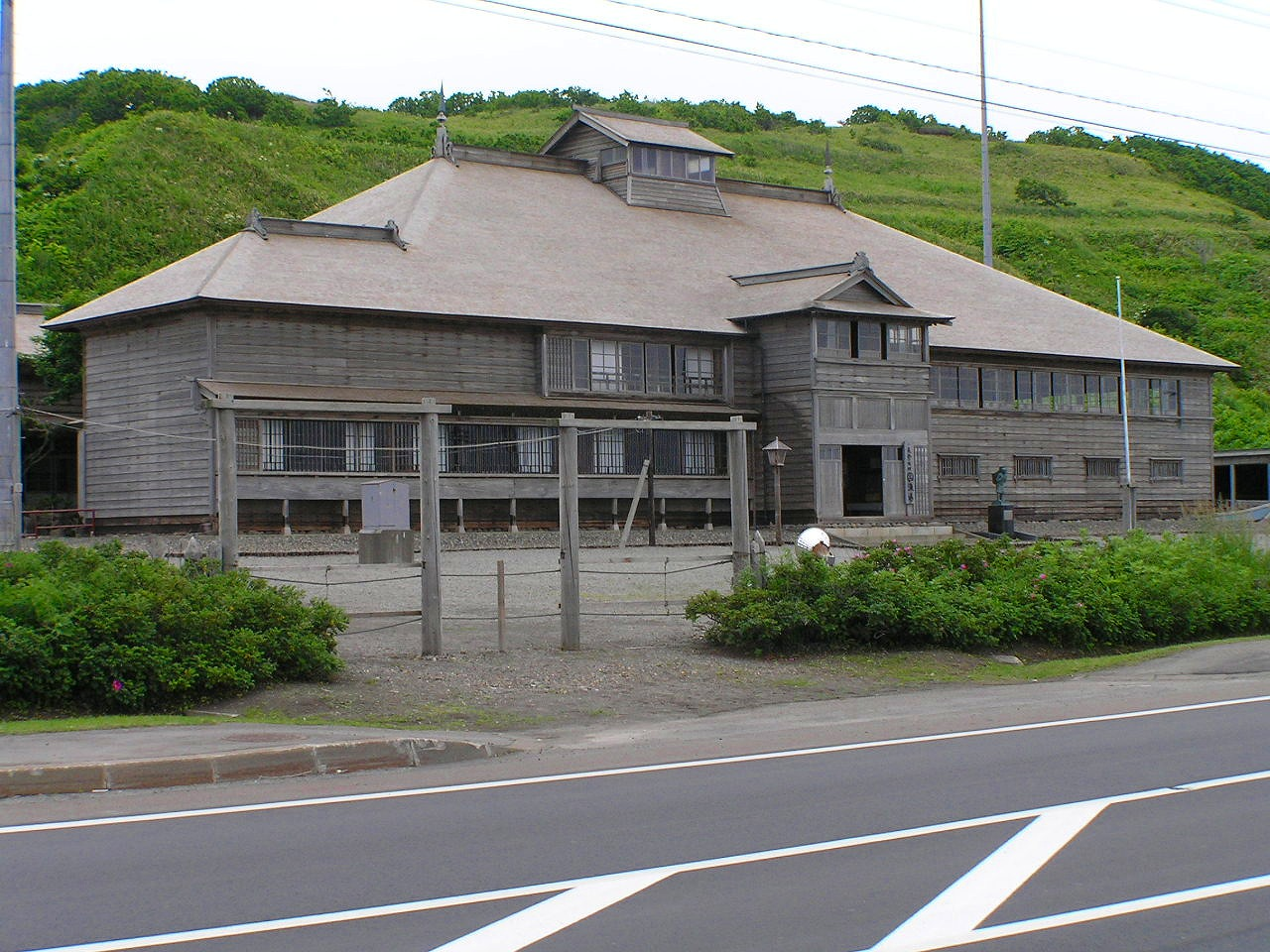
旧花田家番屋（留萌郡小平町）。鰊御殿（鰊番屋）の一つ。

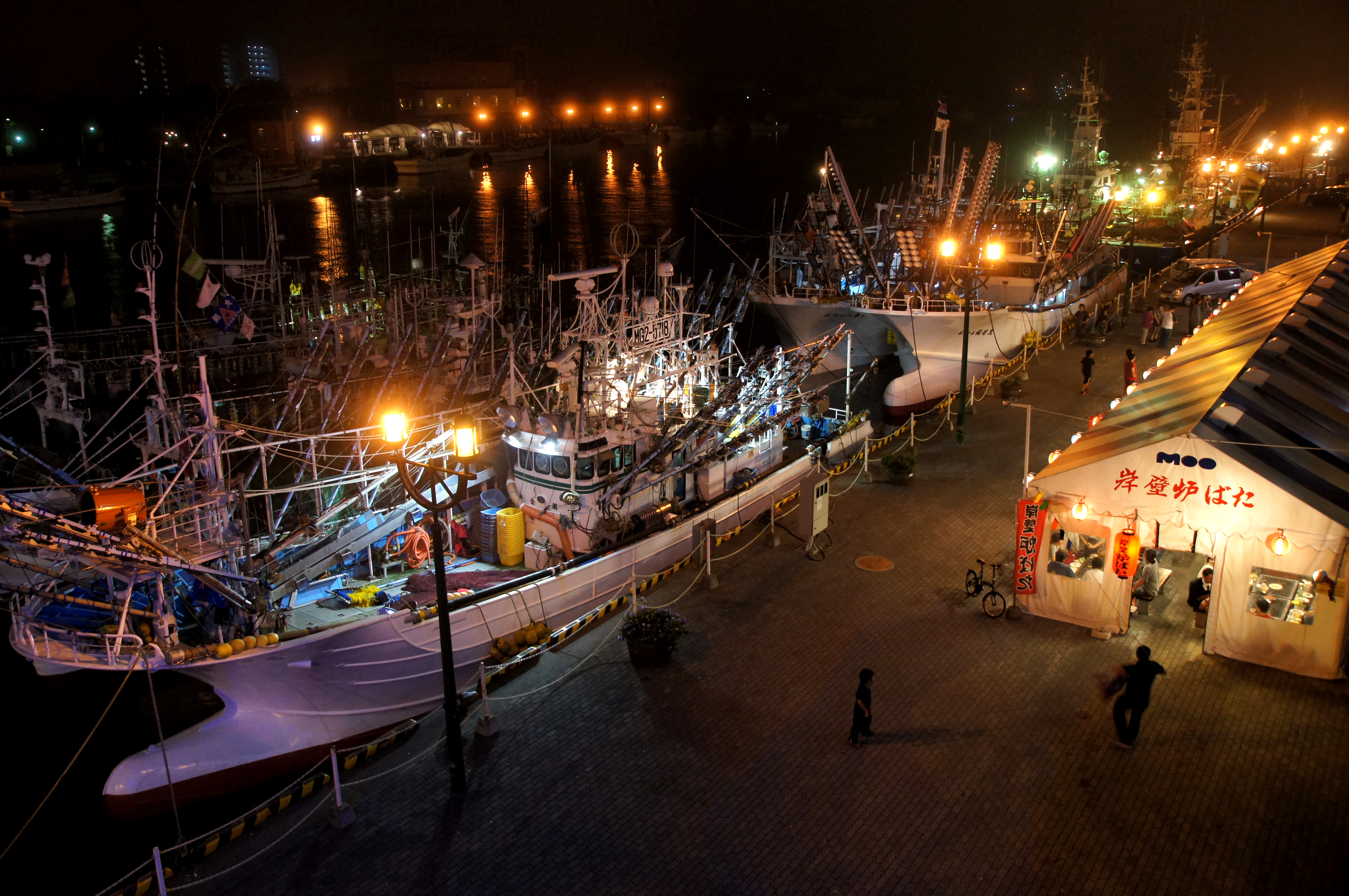
釧路港

農業
北海道は、食糧基地を自称するほど農業が栄えており、全国の約13%に当たる1兆2593億円の農業産出がある（2018年）。土壌はもともと稲作向きでは無かったため、麦や芋などの畑作が全国平均と比べて比率が高く、テンサイやジャガイモ、小麦など、生産量が日本一の品目が多い。中でも道内農業産出額の約37%を占めるのは乳用牛であり、生乳生産量は全国の約54%を占める。また、日高振興局を中心にサラブレッドなどの軽種馬の生産も盛んである。
農家1戸当たりの耕地面積は16.9ヘクタール（2002年）で、他都府県の13倍にも達する。これは単に土地が広いこともあるが、北海道の各地方の気候条件に対応した農業が発達し開拓当初から大規模化したこと、農村部で兼業の機会が少ないために専業農家が多く、離農する者が多かったことから周辺農家が離農地を吸収合併し規模を拡大してきたこともその要因とされる。
宗谷総合振興局・釧路総合振興局・根室振興局は、気候が耕作には適していないため、亜寒帯湿潤気候を利用した酪農が盛んである。釧路総合振興局、根室振興局では農家1戸当たり耕地面積は60.3ヘクタール（2003年（平成15年））にも達し、宗谷総合振興局に至っては99%が牧草地である。大規模経営のため農家の所得水準は高く、北海道の農家1戸あたり農業所得は約580万円である。この地域はほかに肉牛の生産もしている。
稲作は主に空知総合振興局・上川総合振興局を中心に行われている。代表銘柄は、「ゆきひかり」・「きらら397」・「ほしのゆめ」・「ななつぼし」・「ふっくりんこ」・「おぼろづき」・「ゆめぴりか」。特に上川中部（旭川市周辺）のコメは一等米比率が高く、品質の良さで知られている。
渡島総合振興局は花卉の生産が多く、後志総合振興局は、余市町・仁木町を中心に果樹の生産が盛ん。羊蹄山麓はジャガイモ、ユリ根の産地となっている。
空知総合振興局は稲作のほか、北部でソバ、南部でタマネギも生産している。特にソバの収穫量は幌加内町が全国1位、深川市が第2位、音威子府村が第3位、旭川市が第4位である。
上川総合振興局は、稲作のほか野菜の生産が盛ん。タマネギ・ジャガイモ・ニンジン・トウモロコシ・アスパラガス・キャベツ・ダイコン・キノコなどの生産量が多い。また、大豆・大麦・ソバ・小豆（アズキ）・テンサイ（ビート）なども生産されている。名寄市はアスパラガスの、和寒町はカボチャのそれぞれ生産量日本一である。
オホーツク総合振興局では、タマネギ・ジャガイモ・トウモロコシ・テンサイの生産量が多い。北見市はタマネギの産地として有名。酪農も大変盛ん。
十勝総合振興局は、畑作が大変盛ん。小麦・テンサイ・小豆や大豆などの豆類・トウモロコシ・ジャガイモなどの生産が多い。近年ではニンジン、ナガイモ、ダイコン、ブロッコリーなどの野菜類の栽培もさかんで、音更町はニンジンの生産量日本一である。また、畜産も盛んである。
林業
林業は明治期より基幹産業のひとつである。ブラキストン線以北で冷帯気候に属する北海道の森林、特に北海道北東部はトドマツ（マツ科モミ属）、アカエゾマツ（同科トウヒ属）やカラマツ（同科カラマツ属）など冷帯気候を好むマツ科針葉樹が主体となる。道内で最も蓄積が多い樹種はトドマツで全蓄積の6割にあたるという。スギやヒノキなど日本本土で人工林の主体となるヒノキ科針葉樹は道内に天然分布せず、特にヒノキに関しては寒冷地では漏脂病という致命的な病気にかかりやすいので人為的にも植栽されない。スギおよび同科のヒバは道南を中心に持ち込まれて植栽されている。札幌市中央区の円山公園には、日本最北のスギ人工林がある。
モミやトウヒの仲間はスギ・ヒノキと比べて腐りやすく、住宅用構造材としては不適切である。そのため板材やパルプ用途などへの利用が中心だったが、人工乾燥と防腐剤の発達による耐久性向上や集成材加工による強度の均一化により徐々に見直されつつある。カラマツは強度があるが乾燥時に狂いやすい欠点がある。そのため坑木や梱包材などに留まっていたが、こちらも乾燥技術の向上などで住宅用構造材に利用可能な製品が開発されつつある。
北海道のカラマツは自然分布していた樹種ではなく、明治以降に長野県から人為的に持ち込まれたものである。カラマツは道内の気候に適応し生長は早いものの、ネズミの食害による苗木の枯死の多さが問題となっていた。これを改善する研究が道や国の研究機関などで進められ、同属外来種のグイマツを掛け合わせる交配により、生長の速さと食害抵抗性を兼ね備えた雑種を生み出した。外来種樹木の品種改良はニュージーランドにおけるラジアータマツの育種が知られるが国内では珍しい事例となっている。
カラマツ、グイマツ以外の他地域樹種の導入も模索され、ストローブマツ（北米原産）、バンクスマツ（同）、ニセアカシア（別名ハリエンジュ、同）、ヨーロッパトウヒ（別名ドイツトウヒ、欧州原産）、ヨーロッパアカマツ（同）なども造林されたが、劣悪な土地でも生長が速く砂防・治山や薪として有用、蜜源植物にもなるニセアカシアを除くと試験的なものに留まった。ニセアカシアについても要注意外来生物に指定され、今後広く植栽されることは無くなった。これらの樹種の多くは旭川市にある外国樹種見本林に植栽されている。
針葉樹だけでなく、広葉樹生産が盛んなことも北海道の林業の特徴の一つである。ミズナラ、イタヤカエデ、アオダモ、ハルニレ、ウダイカンバ、センノキなどの有用広葉樹の産地として知られる。広葉樹材の家具の産地として旭川市が知られるほか、木材は全国各地へと出荷されている。
2019年秋、令和の大嘗祭のため造営された大嘗宮の鳥居には、北海道産ヤチダモが使用された。
水産業
明治時代までに日本海沿岸でニシン漁を始めとした水産業が栄えた。その後カムチャツカ半島沖、ベーリング海沖での北洋漁業が飛躍的に伸び、太平洋沿岸で水産業が発展した。また同時に発展した水産加工業は北海道の工業の基盤ともなった。
サケとホタテガイが道内生産額のそれぞれ23%、19%を占める。サケは全国生産量（属人）の7割、スケトウダラ、コンブは8割以上、ホッケは97パーセントを占める。
1977年（昭和52年）の排他的経済水域（200海里水域）設定で遠洋中心の北海道の漁業は大打撃を受けた。しかし依然として、北海道での水揚げ量は全国のおよそ4分の1を記録 するなど、水産業は北海道の主要な産業の一つである。またホタテやカニ、ウニなどの水産物を目当てとする旅行者もいるなど、観光産業にも貢献をしている。
現在の水揚げ量は根室市が道内では最多。釧路は1990年（平成2年）まで13年連続日本1位の水揚げ量であったが、その後急減した。

### 第二次産業
北海道では第二次産業の占める割合が全国に比べて極めて低い。

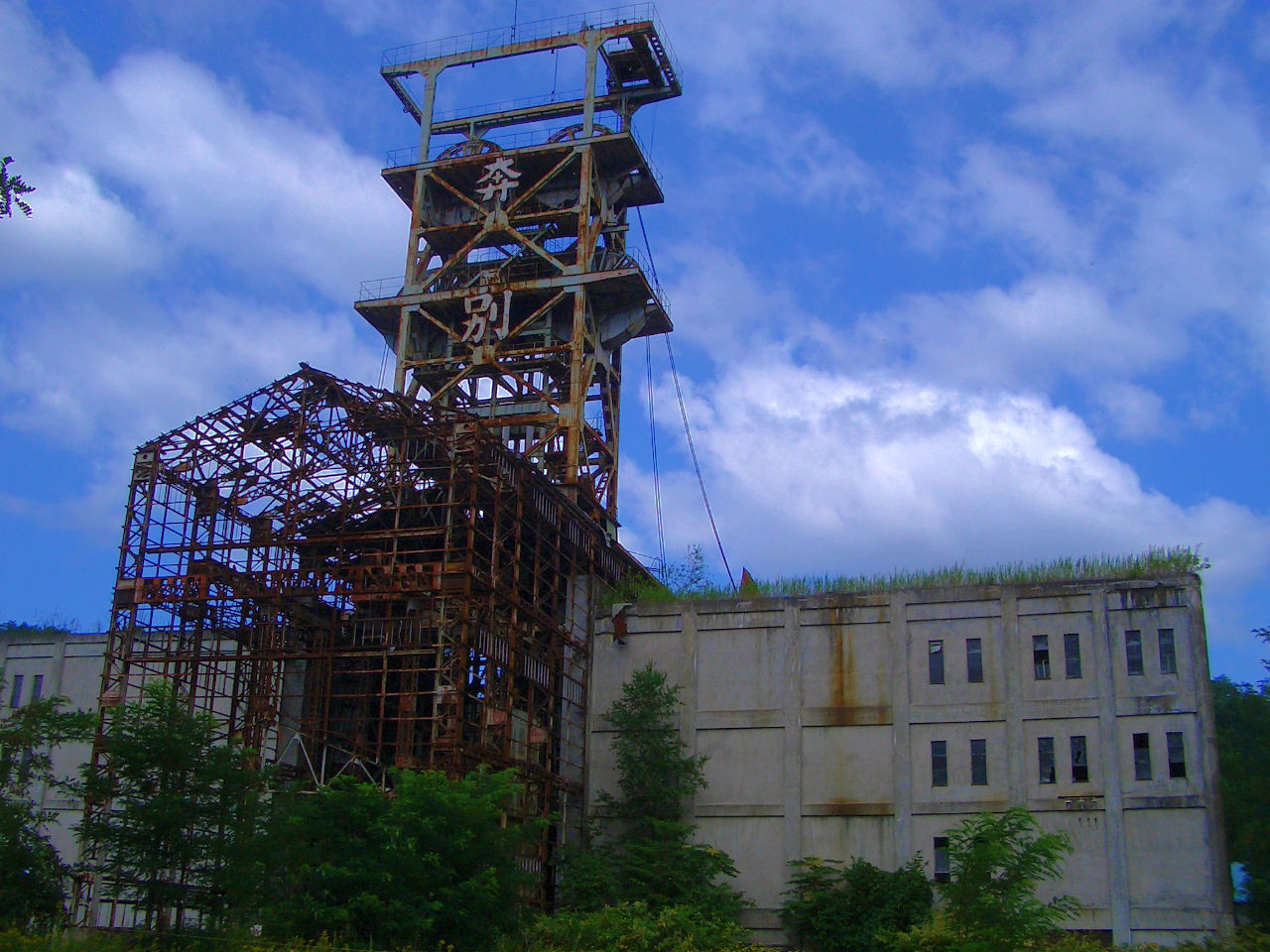
旧住友奔別炭鉱の立坑櫓（三笠市奔別町）

鉱業
明治から高度成長期（1960年代まで）にかけては、石狩炭田（三笠市・歌志内市・夕張市など）と釧路炭田（釧路市・白糠町・釧路町・厚岸町など）を中心に石炭産業が盛んであったが次々と閉山した。現在では、国内で唯一の坑内採炭事業が釧路炭田（釧路コールマイン）で行われ、海外炭の高騰の影響を受け露天掘り採炭事業が石狩炭田などで再開されている。
昭和に入り、鴻之舞鉱山（紋別市）の金の産出量が増加。全盛期には「東洋一の金山」といわれるが、資源枯渇などを理由に1973年（昭和48年）閉山。また、豊羽鉱山（札幌市南区）もかつて銀・銅・鉛・亜鉛で日本最大級の産出量を数え、希少金属であるインジウムの産出量も世界一だったが、2006年（平成18年）鉱量枯渇のため閉山となる。
イトムカ鉱山（旧留辺蘂町、現北見市）ではかつて良質の水銀を産出し、第2次大戦中に最盛期を迎えたが、1974年（昭和49年）に閉山した。2011年（平成23年）現在は水銀含有廃棄物のリサイクルを行っている。
製造業
製造業は、食料品生産の割合が高く、製造品出荷額の約3割を占める。ほか石油・石炭製品、鉄鋼製品、パルプ・紙製品が多い。道内6圏域の中では道央圏が出荷額の6割、事業所数・従業員数の5割を占める。市町村別では道央圏の室蘭市と苫小牧市の2市で計35パーセントを占め、続いて札幌市が第3位 (7.9%) を占める。第4位の釧路市(4.1%)は札幌市の半分強を占める。
北海道の工業は明治期に札幌で1876年に開拓使麦酒醸造所、函館で1896年（明治29年）函館船渠株式会社 造船、釧路で1901年（明治34年）前田製紙、室蘭で1909年（明治42年）製鉄所が開業したのが始まりである。
現在北海道の食品加工業は札幌市をはじめ各地に点在している。製紙・パルプは釧路市、苫小牧市で発達している。製鉄は室蘭市に、また石油化学コンビナートが苫小牧市、室蘭市にある。飼料肥料コンビナートが釧路市にある。自動車部品製造も苫小牧市で発展している。臨空工業都市の千歳市では次世代半導体の研究製造拠点がある。
建設業
明治以降の北海道は国策による開拓と開発が積極的に行われ、建設業は公共事業に大きく依存して発展を遂げた。現在でも北海道は公共事業への依存度が高く、北海道の基幹産業の一つである。
しかし近年は公共事業の大幅な減少によって、建設業は大きな苦境に立たされている。
宇宙航空産業
地理的特性を生かし、大樹町では宇宙港（北海道スペースポート）を拠点としたロケットやスペースプレーンの研究開発企業やアカデミアが集積途上である。
大規模開発
苫小牧東部開発計画（苫小牧東部地域）、石狩湾新港地域開発など、国と道が一体となった大規模開発が進められてきたが、当初想定していた企業立地が進まず、開発主体の第三セクターの経営破たんや計画の見直しを強いられている。現在、再建会社が事業を引継ぎ運営しており、近年では札幌圏に位置する地理的な優位性から、石狩湾新港地域開発では物流関連、リサイクル関連企業の進出などが進んでいる。
産業系特区
- さっぽろベンチャー創出特区（札幌市）
- ITビジネス特区（岩見沢市）
- 港湾物流特区（石狩湾新港）
- 企業立地促進特区（南幌町）
- マリン・フロンティア科学技術研究特区（函館市）
- 釧路・白糠次世代エネルギー特区（釧路市、白糠町）

### 第三次産業
観光関連産業
海外からの観光客が増加していることから、2011年度以降、訪日外国人旅行者の受入環境整備に係る戦略拠点・地方拠点が観光庁によって選定されている。道内の戦略拠点は札幌、函館、登別の3地点、地方拠点は釧路・弟子屈、富良野の2地点である。
1972年（昭和47年）の札幌オリンピック開催を機に、北海道開発庁を中心に新千歳空港や鉄道の整備が進み、観光産業が大きく花開いた。夏は避暑やアウトドアレジャー、ドライブ、オートバイによるツーリング、冬はスキー、そして1990年代からはスノーボードなどが楽しめるほか、日本の農業基地としての北海道という側面から名産食品もあり、温泉の多さも手伝って毎年多くの観光客を集めている。また、観光客などを対象として小売業や運輸業が発展している。
道外からの観光客数は1997年（平成9年）以降2011年（平成23年）現在にかけて、年間600万人前後でほぼ横ばいに推移しているが、この間に外国人観光客は12万人（1997年（平成9年）度）から29万人（2003年（平成15年）度）へと増加している。特に台湾、香港、韓国の3地域からの団体客数の伸びが大きい。雪の降らない台湾や香港の人々にとって、北海道は手近でありながら雄大な自然や温泉が楽しめる場所であり魅力に感じられている。また、倶知安町にあるニセコマウンテンリゾート グランヒラフには、2002年（平成14年）ごろよりオーストラリアからのスキー・スノーボード客が急増している。2007年ごろからは富良野市の富良野スキー場や占冠村の星野リゾート トマムも海外からの注目を集め、上川総合振興局周辺一帯は「北海道パウダーベルト」とも呼ばれるようになっている。
札幌市、旭川市、釧路市の3市が国土交通省の国際会議観光都市に指定され数次の国際会議が開催されている。2008年（平成20年）には北海道洞爺湖サミットが開かれた。
情報関連産業
北海道ではかつてほとんどの市町村に書店が存在していたが、2013年時点で常設書店が存在しない北海道の「無書店自治体」は全道自治体の約三分の一に相当する60市町村になった。北海道庁は「無書店自治体」の拡大に効果的な歯止めをかけることができず、高橋はるみ道政のもとで廃業書店は増え続け、2015年11月の時点で喜茂別町、妹背牛町、西興部村など道内179市町村のうち約3割に当たる47市町村に拡大した。そのため47の自治体住民は雑誌や新刊本などを入手するために近隣自治体の書店に行かなければならないケースもある。常設書店が存在しない自治体は全国で322市町村で、新刊を扱う書店がない現状となっており、北海道の無書店自治体は全国の無書店自治体の5分の1以上を占める。。
近年コールセンターの立地に札幌市、釧路市で積極的な制度整備を図り大規模なコールセンターが立地している。
寒冷地であることからデータセンターの好適地と目されており、中でも石狩市は積極的な誘致を進めている。さくらインターネットは2010年（平成22年）、石狩市に石狩データセンターを設置することを発表した。
札幌には大学の卒業生を中心としたコンピュータ関係のベンチャー企業が1980年代から継続的に興っている。これは、1976年（昭和51年）に北海道大学工学部の青木由直教授が立ち上げた北海道マイクロコンピュータ研究会がルーツとされる。これに関連した企業は主に札幌駅北口周辺に集積している。2000年（平成12年）ごろには「サッポロバレー」とも呼ばれるようになり、地場産業育成の成功事例として研究されている。これとは別に、厚別区の札幌テクノパークにはビー・ユー・ジーDMG森精機のような札幌発の企業だけでなく、富士通や日本アイ・ビー・エム、BIPROGYなどの大手企業の支店などの拠点も置かれている。
また、かつてはハドソンやネットドラゴンウェブソフトなど、ゲーム会社も創立された。
金融
北海道の指定金融機関は北洋銀行である（北海道拓殖銀行の経営破綻に伴い、指定金融機関業務を移した）。札幌市ほか主な市も北洋銀行を指定金融機関としているが、旭川市が旭川信用金庫を指定金融機関としているのをはじめ各地域の信用金庫を指定金融機関としている市町村数が過半を超えるのが他県には見られない特徴である。

## 生活

### 警察
本部
- 北海道警察本部 - 北海道は東京都と同じく、いずれの管区警察局にも属さない[76]。

北海道は広域であると同時に単独で地方を構成し、道全体を管轄する北海道警察が置かれている。警察通信事務は警察庁の地方機関である「北海道警察情報通信部」が行う。
方面本部
- 北海道警察函館方面本部
- 北海道警察旭川方面本部
- 北海道警察釧路方面本部
- 北海道警察北見方面本部

### 医療・福祉
災害拠点病院
- 北海道災害拠点病院

保育所
- 北海道保育所一覧

## 教育
国民生活基礎調査によれば北海道の子どもの貧困率は16.3％(2012年高橋道政下)、生活保護世帯の高校進学率は96.7％(2013年3月)で50人に約2人が高校進学に到っていない。
- 大学
  - 北海道の大学一覧

- 短期大学
  - 北海道の短期大学一覧

- 通信制大学
  - 放送大学 北海道学習センター（札幌市）

- 高等専門学校
  - 函館工業高等専門学校
  - 苫小牧工業高等専門学校
  - 釧路工業高等専門学校
  - 旭川工業高等専門学校

- 専修学校
  - 北海道専修学校一覧

- 特別支援学校
  - 北海道特別支援学校一覧

- 高等学校
  - 北海道高等学校一覧

- 中学校
  - 北海道中学校一覧

- 小学校
  - 北海道小学校一覧

- 幼稚園
  - 北海道幼稚園一覧

その他教育機関等
- 職業能力開発大学校
  - 北海道職業能力開発大学校

- 航空大学校
  - 帯広分校

- 中小企業大学校
  - 旭川校

- 農業大学校
  - 北海道立農業大学校

- 海上技術短期大学校
  - 小樽海上技術短期大学校

- 職業訓練施設
  - 北海道立高等技術専門学院一覧

神学校
  - 北海道聖書学院
  - CFNJ聖書学院

## 交通

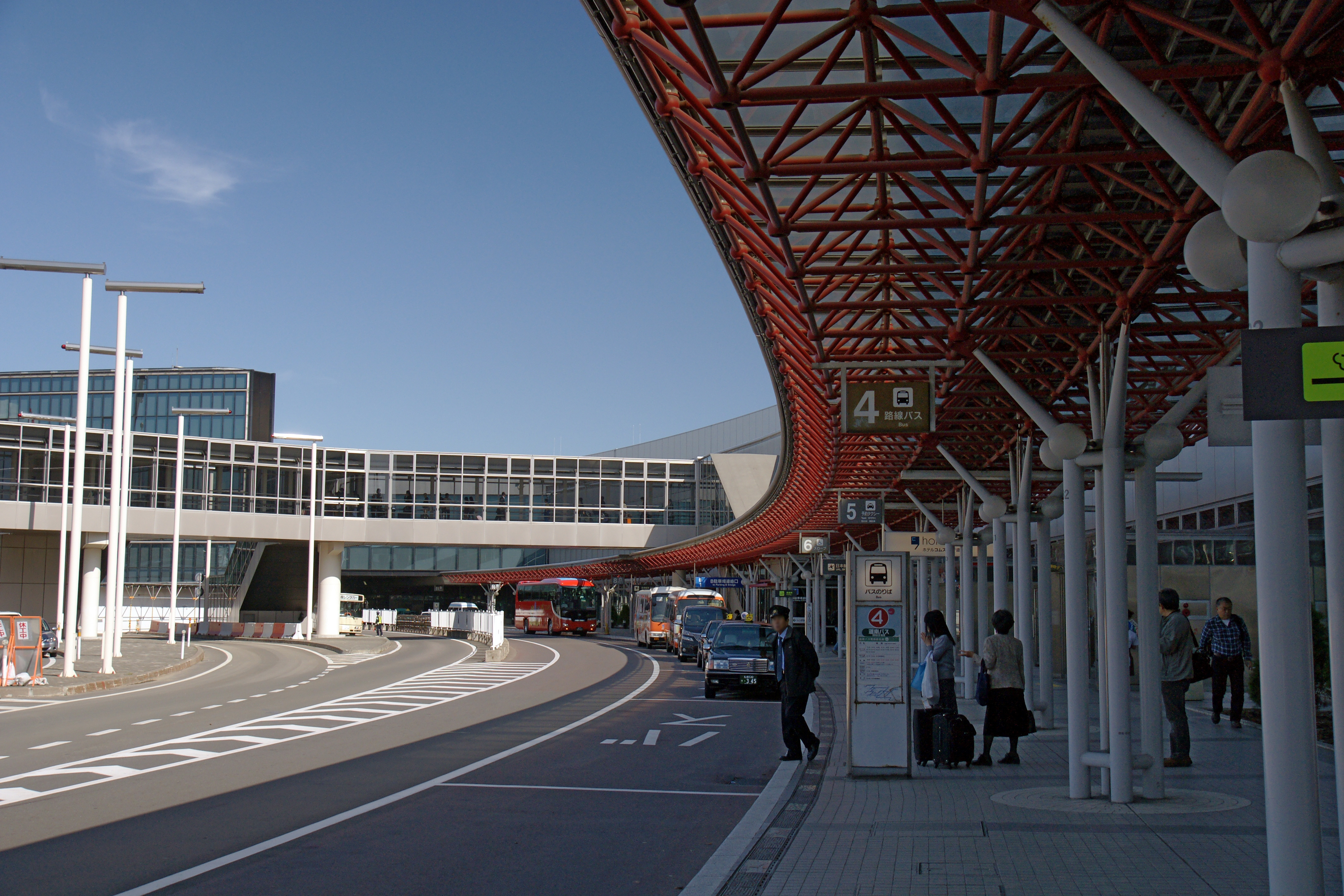
新千歳空港

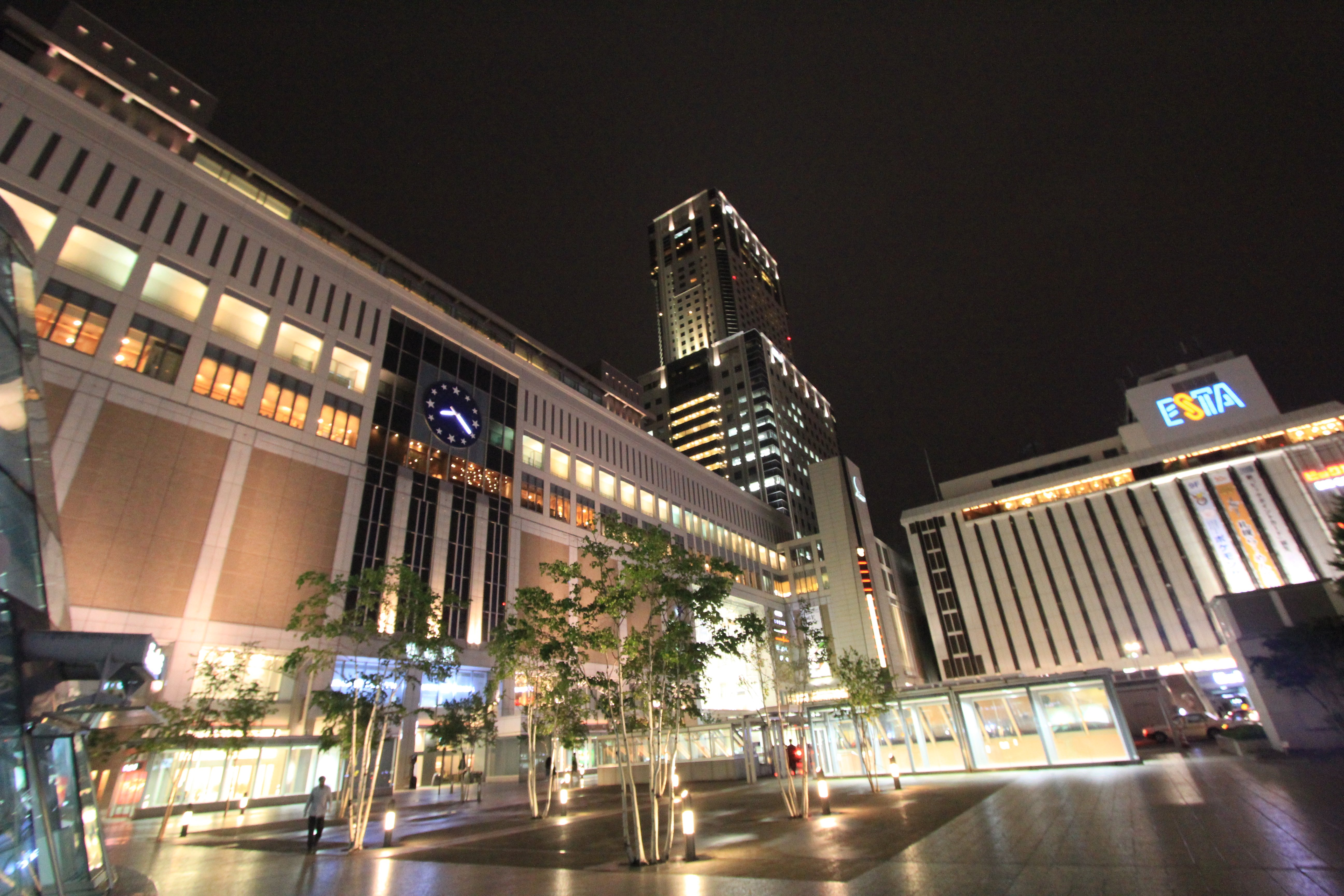
札幌駅

### 空港
以前は日本各地の空港と直接結ぶ路線も多様に見られたが、近年は新千歳空港乗継と東京国際空港（羽田）乗継に路線が整理縮小されてきている。
2023年（令和5年）度旅客数（日本の空港#統計情報参照）
※国内線旅客数の内、東京（羽田）便の旅客数を括弧内に記載。
| 空港   | 旅客合計     | 国内線                       | 国内線 | 国内線 | 国際線      | 国際線 |
| 空港   | 旅客合計     | 旅客数                       | 定期便 | 定期便 | 旅客数      | 定期便 |
| ------ | ------------ | ---------------------------- | ------ | --- | ----------- | --- |
| 新千歳 | 2293万3723人 | 2003万1290人 （915万1776人） | 道内   | 稚内・女満別・ 釧路・中標津・函館 | 290万2433人 | ユジノサハリンスク・ウラジオストク・ ソウル・釜山・光州・北京・上海・大連・南京・ 天津・杭州・無錫・福州・青島・成都・ 香港・台北・高雄・ホノルル・ マニラ・バンコク・クアラルンプール・ シンガポール・ヘルシンキ・（シドニー） |
| 新千歳 | 2293万3723人 | 2003万1290人 （915万1776人） | 道外   | 青森・花巻・秋田・ 仙台・福島・山形・ 茨城・羽田・成田・ 新潟・富山・小松・ 松本・静岡・中部・ 伊丹・関西・神戸・ 岡山・広島・松山・ 福岡・那覇・ （出雲）・（徳島） | 290万2433人 | ユジノサハリンスク・ウラジオストク・ ソウル・釜山・光州・北京・上海・大連・南京・ 天津・杭州・無錫・福州・青島・成都・ 香港・台北・高雄・ホノルル・ マニラ・バンコク・クアラルンプール・ シンガポール・ヘルシンキ・（シドニー） |
| 函館   | 166万8031人  | 156万9699人 （106万6313人）  | 道内   | 新千歳・丘珠・奥尻 | 9万8332人   | 台北 |
| 函館   | 166万8031人  | 156万9699人 （106万6313人）  | 道外   | 羽田・中部・伊丹 | 9万8332人   | 台北 |
| 旭川   | 104万9553人  | 101万6701人 （95万4481人）   | 道外   | 羽田・成田・（中部）・（伊丹）・（関西） | 3万2852人   | 台北・（ソウル）・（北京）・（上海） |
| 女満別 | 76万7875人   | 76万7875人 （48万534人）     | 道内   | 新千歳・丘珠 | 0人         | - |
| 女満別 | 76万7875人   | 76万7875人 （48万534人）     | 道外   | 羽田・（中部）・（伊丹）・（関西） | 0人         | - |
| 釧路   | 72万7151人   | 72万5975人 （53万1368人）    | 道内   | 新千歳・丘珠 | 1176人      | - |
| 釧路   | 72万7151人   | 72万5975人 （53万1368人）    | 道外   | 羽田・（中部）・（伊丹） | 1176人      | - |
| 帯広   | 65万1197人   | 65万1197人 （63万2539人）    | 道外   | 羽田・（中部） | 0人         | （清州） |
| 丘珠   | 43万8612人   | 43万8612人                   | 道内   | 利尻・女満別・中標津・釧路・函館・奥尻 | 0人         | - |
| 丘珠   | 43万8612人   | 43万8612人                   | 道外   | 三沢・秋田・新潟・（松本）・（静岡）・（小牧） | 0人         | - |
| 中標津 | 19万7372人   | 19万7372人 （7万5883人）     | 道内   | 新千歳・丘珠 | 0人         | - |
| 中標津 | 19万7372人   | 19万7372人 （7万5883人）     | 道外   | 羽田 | 0人         | - |
| 稚内   | 17万1241人   | 17万1241人 （10万3998人）    | 道内   | 新千歳 | 0人         | - |
| 稚内   | 17万1241人   | 17万1241人 （10万3998人）    | 道外   | 羽田 | 0人         | - |
| 紋別   | 6万6428人    | 6万6428人 （6万5176人）      | 道外   | 羽田 | 0人         | - |
| 利尻   | 5万4986人    | 5万4986人                    | 道内   | 丘珠・（新千歳） | 0人         | - |
| 奥尻   | 1万5690人    | 1万5690人                    | 道内   | 丘珠・函館 | 0人         | - |
| 礼文   | 0人          | 0人                          | -      | - | 0人         | - |

- ※ 上記を含む飛行場、場外離着陸場など
- ※ 出典は国土交通省航空局・暦年・年度別空港管理状況調書
- ※ 斜字は不定期路線を示す
- ※ 就航先は2024年（令和6年）1月31日現在
- ※ チャーター便の旅客数含む
- ※ 括弧は通年運航ではない（季節運航もしくは運休期間がある）路線を示す
- ※ 三大都市圏への便は太字

### 鉄道･軌道
鉄道の旅客輸送人員（年間）
2022年度実績
ＪＲ
- 1億1004万3000人

私鉄（道南いさりび鉄道）
- 53万3000人

地下鉄（札幌市営）
- 2億155万9000人

路面電車（札幌市電・函館市電）
- 1209万5000人

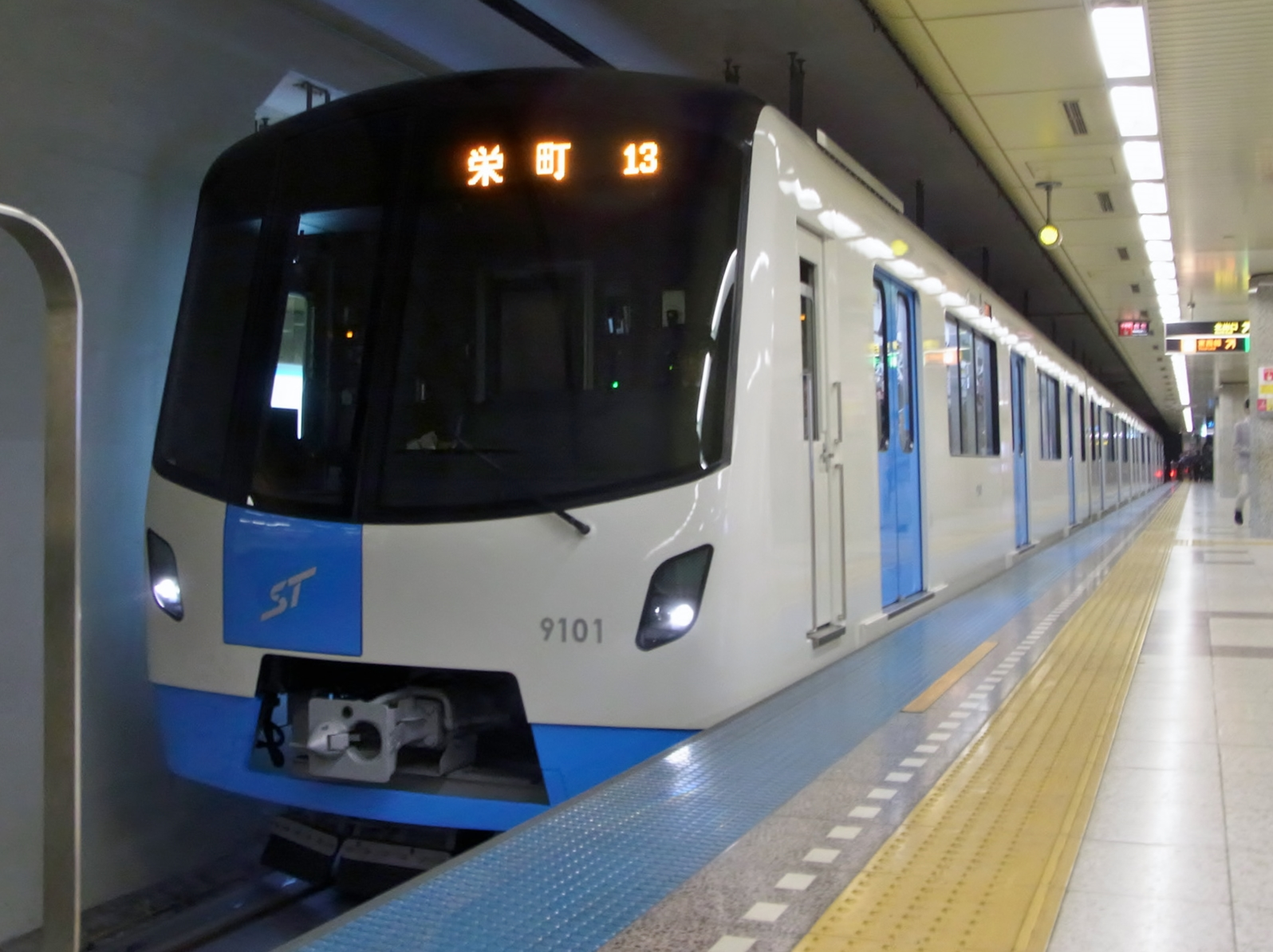
札幌市交通局の地下鉄車両

- 人口が主要都市に集中しているため、地方ローカル線は赤字路線が多い

### バス・道路

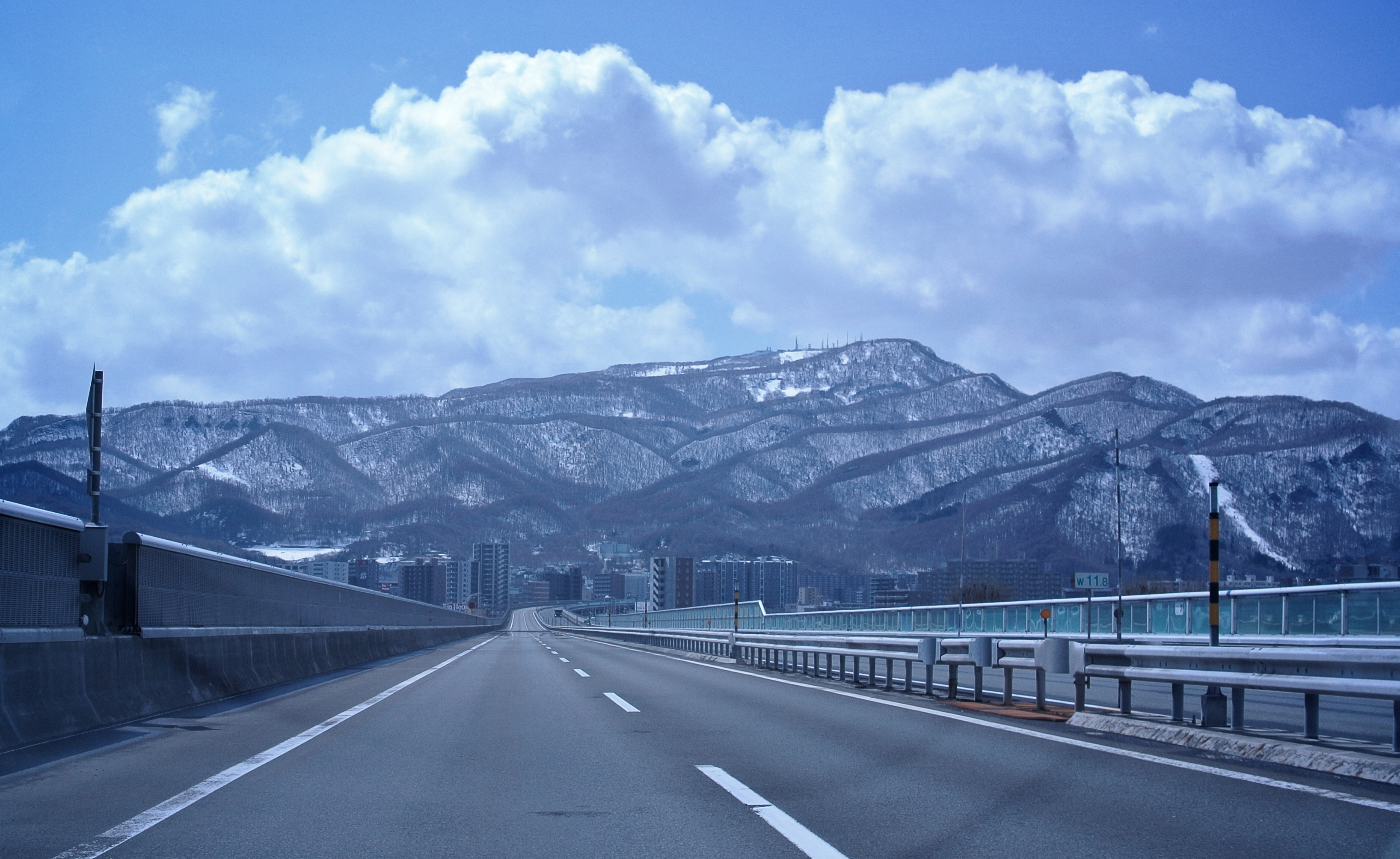
札樽自動車道

乗合バスの輸送人員（年間）
2022年度実績
- 1億3858万3000人

タクシー・ハイヤーの輸送人員（年間）
2022年度実績
- 5736万2000人

### 港湾

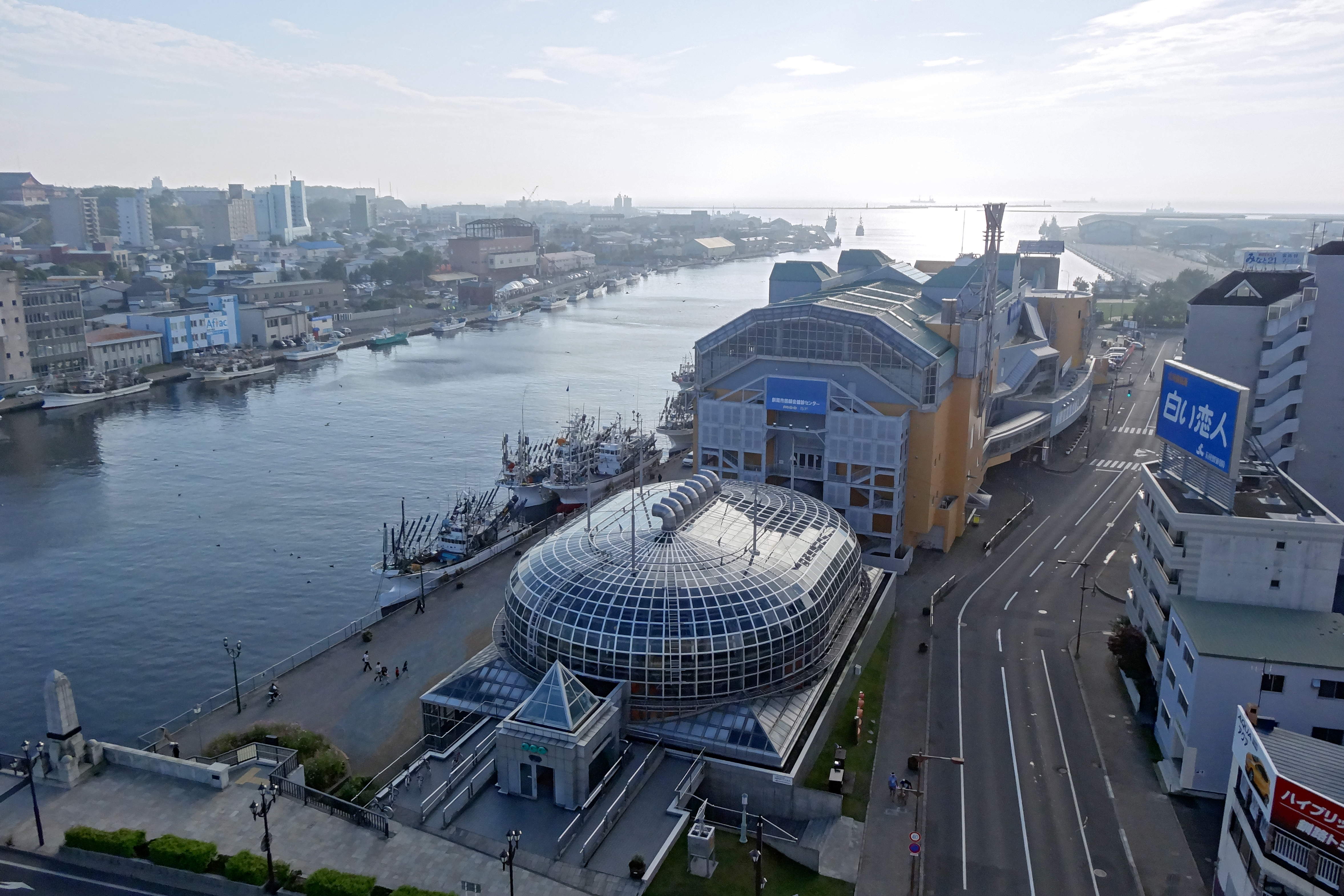
釧路港

道内には、国際拠点港湾2港、重要港湾12港がある。
- 国際拠点港湾
  - 苫小牧港（中核国際港湾）
  - 室蘭港

- 重要港湾・重点港湾
  - 釧路港 （国際バルク戦略港湾、特定貨物輸入拠点港湾、臨海部産業エリア形成促進港）
  - 函館港
  - 石狩湾新港

- その他の重要港湾
  - 小樽港
  - 留萌港
  - 稚内港
  - 紋別港
  - 網走港
  - 根室港
  - 十勝港（特定農林水産物・食品輸出促進港湾）[81]

## 文化
北海道では、独特な文化が見られる。神棚や玄関、車の正月用飾り付けおいても注連縄のような質素なものではなく、宝船（七福神）を模したものである。また企業が北海道限定品を発売する例がある。
- 北海道方言
- 北海盆踊り（北海盆唄・子供盆おどり唄）
- YOSAKOIソーラン祭り
- さっぽろ雪まつり
- アイヌ文化

### 食文化
日本各地の人々が北海道開拓のために移り住んだこともあり、各地の地方文化とともにそれらが融合して新しくなった北海道独自の食文化が見られ、呼称も独自のものがある。また、北海道で生産された食べ物をひっくるめて「道産物」と総称される事もある。
料理
正月に食される「口取り」（口取り菓子）も北海道独特である。本来、口取り菓子は、茶会に出される料理（本膳料理）であるが、御節料理の一部で扱われ、正月に食される。これは、鯛や海老など縁起物を縁取った菓子（今日では白餡を用いた練り切り・羊羹などもある）である。なお、慶事の際に振る舞われる事が多い「赤飯」を作る際に入れる豆は、小豆ではなく甘納豆を入れることが多い。
- アイヌ料理
- 日本の郷土料理一覧(北海道)
- ジンギスカン
- ザンギ（から揚げ）

食材
- ギョウジャニンニク（アイヌネギ/キトピロ）
- アオマス(カラフトマス)

飲料

- ガラナ飲料
- リボンシトロン・リボンナポリン
- カツゲン

### 伝統工芸
経済産業大臣指定伝統的工芸品
二風谷イタ（木工品、2013年）
二風谷アットゥシ（織物、2013年）

### 音楽
道民歌
公的に「北海道民のうた」として定められているのは、1967年5月27日に制定された以下の3曲である。
- 光あふれて (行進曲)
- むかしのむかし (ホームソング)
- 北海ばやし (道民音頭)

戦前は1908年発表の唱歌「われらが愛する北海道」が主に愛謡されていた。
民謡
江差追分
ソーラン節
北海盆唄
蝦夷太鼓
ご当地ソング
北海道のご当地ソング一覧
交響楽団
札幌交響楽団
釧路交響楽団

## スポーツ

### 北海道発祥の競技
- ゲートボール（河西郡芽室町）[82]
- パークゴルフ（中川郡幕別町）[83]
- ミニバレー（広尾郡大樹町）[84]
- スノーホッケー（札幌市）[85]
- 長ぐつアイスホッケー（釧路郡釧路町）[86]
- フロアカーリング（フロッカー）（上川郡新得町）[87]

### スポーツチーム
日本ハムファイターズが本拠地を東京から道内へ移転する前は、道内は読売ジャイアンツ（巨人）ファンが多かったとされる。2002年に北海道産業総合研究所が札幌市民320人を対象に街頭アンケートを実施したところ、応援するプロ野球 (NPB) チームは巨人の72％が最多で、阪神タイガースが6％、西武ライオンズと広島東洋カープが各5％という結果であり、日本ハムと回答した人物はいなかった。
- サッカー
  - 北海道コンサドーレ札幌（札幌市）
  - ノルディーア北海道（札幌市）
  - 北海道十勝スカイアース（帯広市）
  - BTOP北海道（栗山町）
  - 北海道リラ・コンサドーレ（札幌市）
- フットサル
  - エスポラーダ北海道（札幌市）
- 野球
  - 北海道日本ハムファイターズ（北広島市）
  - 富良野ブルーリッジ（富良野市）
  - 美唄ブラックダイヤモンズ（美唄市）
  - 石狩レッドフェニックス（石狩市）
  - 旭川ビースターズ（旭川市）
  - KAMIKAWA・士別サムライブレイズ（士別市）
  - すながわリバーズ（砂川市）
  - 別海パイロットスピリッツ（別海町）
- バスケットボール
  - レバンガ北海道（札幌市）
  - SCノルドブレッザ（札幌市）
- 3x3
  - 北海道アシルダイバージェント（岩見沢市）
  - SCノルドブレッザ（札幌市）
- アイスホッケー
  - ひがし北海道クレインズ（釧路市）
  - レッドイーグルス北海道（苫小牧市）
  - 札幌ホッケークラブ（札幌市）〈現在はリーグから撤退〉
  - 道路建設ペリグリン（苫小牧市）
  - トヨタシグナス（苫小牧市）
  - 釧路ベアーズ（釧路市）
  - カワセミDaishinレディース（釧路市）
  - 帯広クレインズレディース（帯広市）
  - 高須クリニック御影グレッズ（上川郡清水町）
  - 札幌インフィニティーズ（札幌市）
  - ボルテックス札幌アイスホッケークラブ（札幌市）
- バレーボール
  - ヴォレアス北海道（旭川市）
  - 北海道イエロースターズ（札幌市）
  - アルテミス北海道（札幌市）
- バドミントン
  - 北海道コンサドーレ札幌バドミントンチーム（札幌市）
  - JR北海道バドミントンチーム（札幌市）
- 陸上競技
  - 北海道ハイテクアスリートクラブ（恵庭市）
  - ホクレン女子陸上部（札幌市）
- スキー
  - 雪印メグミルクスキー部（札幌市）
  - 土屋ホームスキー部 （札幌市）
- カーリング
  - 北海道コンサドーレ札幌カーリングチーム（北見市）
  - フォルティウス（札幌市）
  - 北海道銀行女子カーリング部（札幌市）
  - ロコ・ソラーレ（北見市）
- ウィンタースポーツ
  - とかちチームAA（帯広市）
- 自転車競技
  - DOKYUレーシングクラブ（札幌市）
- ボクシング
  - 協栄札幌赤坂ボクシングジム（札幌市）
  - 北海道畠山ボクシングジム（札幌市）
  - ボクシング＆フィットネスchanges（札幌市）
- プロレス
  - アジアンプロレス (せたな町)
  - 北都プロレス（札幌市）
- キックボクシング
  - BOUT（北海道）
- 競馬
  - ホッカイドウ競馬（北海道）
  - ばんえい競馬（帯広市）
- 競輪
  - 函館競輪（函館市）
- フロアカーリング
  - 新得フロアカーリング協会（上川郡新得町）

## 観光

### 文化財
- 北海道の文化財一覧
- 北海道遺産

### 北海道の映画祭
- ゆうばり国際ファンタスティック映画祭
- さっぽろ映画祭
- 新得空想の森映画祭
- 函館港イルミナシオン映画祭

## 対外関係

### 北海道洞爺湖サミット
2008年（平成20年）7月7日 - 7月9日の3日間、第34回主要国首脳会議（通称：北海道洞爺湖サミット）が洞爺湖畔で開催された。

### 姉妹友好･提携都市
- アルバータ州（カナダ連邦）：姉妹提携（1980年（昭和55年）10月17日）[90]
- マサチューセッツ州（アメリカ合衆国）：姉妹提携（1990年（平成2年）2月7日）
- 黒竜江省（中華人民共和国）：友好提携（1986年（昭和61年）6月13日）
- サハリン州（ロシア連邦）：友好・経済協力に関する提携（1998年（平成10年）11月22日）
- ソウル特別市（大韓民国）：友好交流協定（2010年（平成22年）10月15日）
- チエンマイ県（タイ王国）： 友好提携（2013年（平成25年）2月26日）[91]
- 済州特別自治道（大韓民国）：友好協力協定（2016年（平成28年）1月12日）
- ハワイ州（アメリカ合衆国）：友好提携（2017年（平成29年）5月8日）[92]
- ティンプー（ブータン王国）：姉妹提携[要出典]
  - なお、2005年（平成17年）12月14日に 釜山広域市（大韓民国）と、2006年（平成18年）6月7日に 慶尚南道（大韓民国）と交流趣意書に調印している[93]。

## 人物

### 道民栄誉賞受賞者
受賞条件
- 「栄誉をたたえて」

文化、スポーツ等の分野において輝かしい活躍をし、その功績が顕著な個人又は団体。
- 「栄誉賞」

文化、スポーツ等の分野において輝かしい活躍をし、その功績が特に顕著な個人又は団体。

#### 栄誉をたたえて
※1978年〜1992年の受賞者は道庁HPに不記載
1. 阿部雅司（1993年4月）
2. 原田雅彦（1993年4月）
3. 堀井学（1994年4月）
4. 岡部孝信（1994年5月）
5. 葛西紀明（1994年5月）
6. 清水宏保（1995年5月）
7. 依田紀基（1995年5月）
8. 室塚一也（1996年9月）
9. 米澤昌子（1996年9月）
10. 田中雅美（2000年8月）
11. 山下敬吾（2000年10月）
12. 上野雅恵（2001年9月）
13. 上野順恵（2003年12月）
14. 内藤大助（2007年11月）
15. 加藤大平（2009年4月）
16. 金由起子（2012年10月）
17. 志村亜貴子（2012年10月）
18. 高梨沙羅（2013年4月）
19. 永原和可那（2018年12月）
20. 松本麻佑（2018年12月）
21. 小林陵侑（2019年4月）
22. 新濱立也（2020年4月）
23. 北口榛花（2023年10月）

#### 栄誉賞
1. 若松勉（1981年1月）
2. 北の湖敏満（1981年8月）
3. 北海道大学ヒマラヤ遠征隊（1983年2月）
4. 北沢欣浩（1984年3月）
5. 橋本聖子（1985年7月）
6. 小林光一（1986年1月）
7. 千代の富士貢（1987年8月）
8. 北島三郎（1991年8月）
9. 毛利衛（1992年10月）
10. 阿部雅司（1994年5月）
11. 恵本裕子（1996年8月）
12. 清水宏保（1998年4月）
13. 桑原明美（1998年4月）
14. 武田豊（1998年4月）
15. 岡崎朋美（1998年4月）
16. 里谷多英（1998年4月）
17. 斎藤浩哉（1998年4月）
18. 岡部孝信（1998年4月）
19. 原田雅彦（1998年4月）
20. 船木和喜（1998年4月）
21. 篠原広樹（1998年5月）
22. 安彦諭（1998年5月）
23. 大鵬幸喜（2000年8月）
24. 米澤昌子（2000年11月）
25. 田中雅美（2000年11月）
26. 栄花直輝（2000年12月）
27. 上野雅恵（2003年12月）
28. 田南部力（2004年9月）
29. 駒澤大学附属苫小牧高等学校野球部（2004年9月）
30. 磯﨑直美（2006年11月）
31. 北海道日本ハムファイターズ（2008年11月）
32. 坂本功貴（2010年9月）
33. 髙平慎士（2010年9月）
34. 佐藤久佳（2010年9月）
35. 藤田征樹（2010年10月）
36. 山下敬吾（2011年2月）
37. 穂積雅子（2012年3月）
38. 田畑真紀（2012年3月）
39. 長島圭一郎（2012年4月）
40. 伊藤仙孝（2012年4月）
41. 永瀬充（2012年4月）
42. 須藤悟（2012年4月）
43. 狩野亮（2012年6月）
44. 上野順恵（2012年10月）
45. 熊谷紗希（2013年7月）
46. 髙瀬愛実（2014年1月）
47. 三浦雄一郎（2015年9月）
48. 清水礼留飛（2016年3月）
49. 伊東大貴（2016年3月）
50. 葛西紀明（2016年3月）
51. 久保恒造（2016年5月）
52. 竹内智香（2016年10月）
53. 金由起子（2016年10月）
54. 志村亜貴子（2016年10月）
55. 山部佳苗（2016年9月）
56. 池崎大輔（2016年10月）
57. 辻沙絵（2017年1月）
58. 丹羽孝希（2017年6月）
59. 長原茉奈美（2017年11月）
60. 髙木美帆（2018年5月）
61. 髙木菜那（2018年5月）
62. 佐藤綾乃（2018年5月）
63. 高梨沙羅（2018年11月）
64. 本橋麻里（2018年11月）
65. 吉田夕梨花（2018年11月）
66. 鈴木夕湖（2018年11月）
67. 吉田知那美（2018年11月）
68. 藤澤五月（2018年11月）
69. 永原和可那（2019年10月）
70. 松本麻佑（2019年10月）
71. 町田瑠唯（2021年12月）
72. 長岡萌映子（2021年12月）
73. 東藤なな子（2021年12月）
74. 山本優（2021年12月）
75. 伊藤大海（2021年12月）
76. 開心那（2022年1月）
77. 石崎琴美（2022年3月）
78. 小林陵侑（2022年4月）
79. 森重航（2022年5月）
80. 沼倉昌明（2023年6月）
81. 野寺風吹（2024年7月）
82. 東海林直広（2024年7月）
83. 折橋正紀（2024年7月）
84. 北口榛花（2024年10月）

#### 栄誉賞特別賞
1. 狩野亮（2016年4月）
2. 北の湖敏満（2016年4月）
3. 藤田征樹（2016年10月）
4. 秋元貢（千代の富士・九重親方）（2016年10月）
5. 丹羽孝希（2021年9月）
6. 池崎大輔（2022年1月）
7. 吉田夕梨花（2022年3月）
8. 鈴木夕湖（2022年3月）
9. 吉田知那美（2022年3月）
10. 藤澤五月（2022年3月）
11. 髙木美帆（2022年5月）
12. 髙木菜那（2022年5月）
13. 佐藤綾乃（2022年5月）
14. 伊藤大海（2023年4月）
15. 長原茉奈美（2023年6月）
16. 開心那（2024年12月）
17. 五十嵐有紗（2025年3月）

## 分県構想
- 1905年（明治39年）函館県設置に関する建議を帝国議会で満場一致で可決。結局、頓挫している。
- 1946年（昭和21年）北海道会解散時に北海道の3県または4県分割案の意見書。結局、頓挫している。
- 1948年（昭和23年）1月 旭川商工会議所「県政促進」議会決議。結局、頓挫している。
- 1948年（昭和23年）3月12日 釧路商工会議所「分県決議」常議員会決議。結局、頓挫している。
- 1949年（昭和24年）北海道4県制（札幌県・函館県・旭川県・釧路県）『北海評論』の公表。結局は、頓挫している。
- 1950年（昭和25年）北海道県政施行促進協議会が旭川に発足（会長 前野良三吉旭川市長、副会長 武藤大陸函館市長・佐熊宏平釧路市長・山田利忠北海道町村会会長）。
- 1954年（昭和29年）北海道議会分県議員促進連盟発足。
- 1955年（昭和30年）民主党北海道総合開発特別委員会にて「北海道における行政機構改革案」を立案、札幌県・旭川県・函館県・室蘭県・釧路県の発足と北海道省の設置とした。　結局、いずれも頓挫している。
- 1956年（昭和31年）「北海道の分県に関する法律案」を1956年国会法制局に提出。結局、法律案は否決している。
- 1986年（昭和61年）北海道議会分県勉強会発足。
- 1988年（昭和63年）北海道分県協議会発足（1998年(平成10年)　解散）。
- 2006年（平成18年）道州制構想の議論が行われて北海道は県の合併を経なくてもにそのまま移行できることから北海道を道州制の先駆けのモデルとする動きがあり[95]、道州制特別区域における広域行政の推進に関する法律が成立した[95]。
- 2016年（平成28年）1月7日の毎日新聞に、北海道議会の「自民党・道民会議」が私的機関「北海道分県研究会」を設立し、「知事一人では広大な北海道の地域の課題に目が行き届かない」として、道を複数の県に分ける「分県」案についての議論を開始したと報じられた。結局、いずれも破綻している[96]。8月10日の北海道新聞で、同研究会のまとめた報告書の素案を公開した。結局、いずれも破綻している。
  - 「道央・道南」、「道北」、「道東」の3つの県に分ける案[97]。
  - 「道央・道南・道北」、「道東」の2つの県に分ける案[97]。
  - 「道央・道南」、「道北・道東」の2つの県に分ける案[98]。
  - 「道央」、「道南」、「道北」、「十勝・オホーツク」、「釧路・根室」の5つの県に分ける案[98]。
  - 「道央」、「道南」、「道北」、「道東」の4つの県に分ける案[99]。
  - 「道央」、「道南」、「道北」、「十勝」、「オホーツク」、「釧路・根室」の6つの県に分ける案[99]。